# جان کویینسی آدامز
جان کویینسی آدامز (به انگلیسی: John Quincy Adams) (۱۱ ژوئیه ۱۷۶۷ – ۲۳ فوریه ۱۸۴۸)، ششمین رئیس‌جمهور ایالات متحده آمریکا بود و از ۱۸۲۵ تا ۱۸۲۹ بر آمریکا ریاست کرد.

## زندگی اولیه، تحصیلات، و اوایل حرفه
جان کوئینسی آدامز در 11 ژوئیه 1767 از جان و ابیگیل آدامز (نام اسمیت) در بخشی از برینتری، ماساچوست، که اکنون کوینزی است، به دنیا آمد.نام او از پدربزرگ مادرش، سرهنگ جان کویینسی، که کویینسی، ماساچوست نیز به نام او گرفته شده است، میباشد.سرهنگ کویینسی دو روز پس از تولد نوه اش درگذشت.آدامز جوان توسط معلمان خصوصی - پسر عمویش جیمز تاکستر و منشی حقوق پدرش، ناتان رایس - آموزش دید.آدامز تا سن ده سالگی در مزرعه خانوادگی در برینتری بزرگ شد که عمدتاً تحت مراقبت مادرش بود.اگرچه جان آدامز به دلیل شرکت در انقلاب آمریکا غالباً غایب بود، اما با پسرش مکاتبه داشت و او را تشویق کرد که آثار نویسندگانی مانند توسیدید و هوگو گروتیوس را بخواند.آدامز با تشویق پدرش نویسندگان کلاسیکی مانند ویرژیل، هوراس، پلوتارک و ارسطو را نیز ترجمه کرد.
در سال 1778، آدامز و پدرش به اروپا رفتند، جایی که جان آدامز به عنوان بخشی از مأموریت های دیپلماتیک آمریکا در فرانسه و هلند خدمت می کرد.در این دوره، آدامز قانون، فرانسوی، یونانی و لاتین خواند و در چندین مدرسه از جمله دانشگاه لیدن تحصیل کرد.در سال 1781، آدامز به سنت پترزبورگ، روسیه سفر کرد و در آنجا به عنوان منشی دیپلمات آمریکایی، فرانسیس دانا، خدمت کرد.او در سال 1783 به هلند بازگشت و در سال 1784 به همراه پدرش به بریتانیای کبیر رفت.اگرچه آدامز از اروپا لذت می برد، او و خانواده اش تصمیم گرفتند که برای تکمیل تحصیلات خود به ایالات متحده بازگردد و در نهایت یک حرفه سیاسی را آغاز کند.
آدامز در سال 1785 به ایالات متحده بازگشت و در سال بعد به عنوان عضوی از کلاس اول کالج هاروارد پذیرفته شد.او به فی بتا کاپا پیوست و از نظر آکادمیک عالی شد و در سال 1787 از کلاس خود فارغ التحصیل شد.پس از فارغ التحصیلی از هاروارد، از سال 1787 تا 1789 نزد تئوفیلوس پارسونز در نیوبوریپورت، ماساچوست، حقوق خواند.آدامز در ابتدا با تصویب قانون اساسی ایالات متحده مخالف بود، اما در نهایت این سند را پذیرفت و در سال 1789 پدرش به عنوان معاون اول رئیس جمهور ایالات متحده انتخاب شد.در سال 1790، آدامز دفتر حقوقی خود را در بوستون افتتاح کرد.با وجود برخی از مبارزات اولیه، او به عنوان یک وکیل موفق بود و استقلال مالی از پدر و مادرش ایجاد کرد.

## حرفه سیاسی اولیه (1793-1817)

### اوایل کار دیپلماتیک و ازدواج
آدامز در ابتدا از درگیر شدن در سیاست اجتناب کرد، در عوض بر ایجاد حرفه حقوقی خود تمرکز کرد.در سال 1791، او مجموعه‌ای از مقالات منتشر شده با نام مستعار نوشت که در آن استدلال می‌کرد که بریتانیا الگوی دولتی بهتری نسبت به فرانسه ارائه می‌دهد.دو سال بعد، او مجموعه دیگری از مقالات را در حمله به ادمون-شارل ژونه، دیپلمات فرانسوی که به دنبال تضعیف سیاست بی طرفی رئیس جمهور جرج واشنگتن در جنگ های انقلاب فرانسه بود، منتشر کرد.در سال 1794، واشنگتن آدامز را به عنوان سفیر ایالات متحده در هلند منصوب کرد.آدامز در نظر گرفت که نقش را رد کند، اما در نهایت به توصیه پدرش این سمت را گرفت.در حالی که آدامز در خارج از کشور بود، همچنان به بی طرفی تاکید می کرد و استدلال می کرد که ایالات متحده با دور ماندن از جنگ های انقلابی فرانسه در حال انجام از لحاظ اقتصادی سود خواهد برد.وظیفه اصلی او به عنوان سفیر در هلند تأمین و حفظ وام های ضروری برای امور مالی ایالات متحده بود.در راه خود به هلند، او با جان جی، که در آن زمان در حال مذاکره بر سر پیمان جی با بریتانیای کبیر بود، ملاقات کرد.آدامز از پیمان جی حمایت کرد، اما برای بسیاری در ایالات متحده محبوبیت نداشت، و به شکاف حزبی فزاینده بین حزب فدرالیست الکساندر همیلتون و حزب دموکرات-جمهوری خواه توماس جفرسون کمک کرد.در سال 1794 او از جان اسکای یوستاس که می خواست از طریق هلند به ایالات متحده بازگردد، حمایت کرد.
آدامز زمستان 1795-1796 را در لندن گذراند، جایی که با لوئیزا کاترین جانسون، دختر دوم تاجر آمریکایی جاشوا جانسون آشنا شد.در آوریل 1796، لوئیزا پیشنهاد ازدواج آدامز را پذیرفت.والدین آدامز با تصمیم او برای ازدواج با زنی که در انگلستان بزرگ شده بود مخالفت کردند، اما او به والدین خود اطلاع داد که در تصمیم خود تجدید نظر نخواهد کرد.آدامز در ابتدا می خواست عروسی خود با لوئیزا را تا بازگشت به ایالات متحده به تعویق بیندازد، اما آنها در 26 ژوئیه 1797 در All Hallows-by-the-Tower ازدواج کردند.برای فرار از طلبکارانش، و آدامز مهریه ای را که جانسون به او وعده داده بود دریافت نکرد و باعث شرمساری لوئیزا شد.آدامز در دفتر خاطرات خود خاطرنشان کرد که از تصمیم خود برای ازدواج با لوئیزا پشیمان نیست.
در سال 1796، واشنگتن آدامز را به عنوان سفیر ایالات متحده در پرتغال منصوب کرد.در اواخر همان سال، جان آدامز در انتخابات ریاست جمهوری 1796 جفرسون را شکست داد.وقتی آدامز بزرگ رئیس جمهور شد، پسرش را به عنوان سفیر ایالات متحده در پروس منصوب کرد.اگرچه آدامز نگران این بود که انتصاب او به عنوان خویشاوندسالاری مورد انتقاد قرار گیرد، اما این سمت را پذیرفت و به همراه همسر و برادر کوچکترش توماس بویلستون آدامز به پایتخت پروس برلین سفر کرد.وزارت امور خارجه آدامز را مأمور توسعه روابط تجاری با پروس و سوئد کرد، اما پرزیدنت آدامز همچنین از پسرش خواست که به طور مکرر در مورد امور اروپا به او نامه بنویسد.توصیه‌های او که مرتباً بر اساس تجربیات خود در اروپا به پدرش می‌داد، در طول شبه جنگ با فرانسه بسیار ارزشمند بود، اگرچه پرزیدنت آدامز نیز برای چنین توصیه‌هایی به کارکنان رسمی خود و نه در درجه اول به پسرش اعتماد داشت.در سال 1799، آدامز یک قرارداد تجاری جدید بین ایالات متحده و پروس مذاکره کرد، اگرچه او هرگز نتوانست توافقنامه ای را با سوئد تکمیل کند.او اغلب به اعضای خانواده در ایالات متحده نامه می نوشت و در سال 1801 نامه های او در مورد منطقه پروس سیلزی در کتابی با عنوان نامه هایی در مورد سیلزی منتشر شد.آدامز در دوران اقامت خود در پروس با فردریش فون گنتز، دیپلمات و نویسنده آلمانی دوست شد که اثر او، ریشه ها و اصول انقلاب آمریکا، در مقایسه با خاستگاه ها و اصول انقلاب فرانسه، در سال 1800 به انگلیسی ترجمه شد.در انتخابات ریاست جمهوری سال 1800، جفرسون جان آدامز را شکست داد و آدامز و پسرش در اوایل سال 1801 سمت خود را ترک کردند.

### سناتور آمریکایی از ماساچوست
در بازگشت به ایالات متحده، آدامز یک روش حقوقی را در بوستون مجدداً تأسیس کرد و در آوریل 1802 به مجلس سنای ماساچوست انتخاب شد.در نوامبر همان سال، نامزدی ناموفق برای مجلس نمایندگان ایالات متحده شد.در فوریه 1803، قانونگذار ماساچوست آدامز را به عضویت سنای ایالات متحده انتخاب کرد.اگرچه آدامز تا حدودی تمایلی به وابستگی به هیچ حزب سیاسی نداشت، اما به اقلیت فدرالیست در کنگره پیوست.او نیز مانند همکاران فدرالیست خود، با استیضاح قاضی ساموئل چیس، یکی از حامیان صریح حزب فدرالیست، مخالفت کرد.
آدامز به شدت با نامزدی جفرسون در سال 1800 برای ریاست جمهوری مخالفت کرده بود، اما او به تدریج از حزب فدرالیست بیگانه شد.نارضایتی او ناشی از کاهش محبوبیت حزب، اختلاف نظر بر سر سیاست خارجی، و خصومت آدامز با تیموتی پیکرینگ، رهبر حزب فدرالیست بود که آدامز او را بیش از حد مطلوب بریتانیا می دانست.برخلاف سایر فدرالیست های نیوانگلند، آدامز از خرید دولت جفرسون در لوئیزیانا و سیاست های توسعه طلبانه حمایت کرد.آدامز تنها فدرالیست کنگره بود که به قانون عدم واردات سال 1806 رای داد که بریتانیا را به دلیل حملاتش به کشتی های آمریکایی در طول جنگ های ناپلئونی در حال انجام مجازات می کرد.آدامز به طور فزاینده ای از عدم تمایل سایر فدرالیست ها برای محکوم کردن اقدامات بریتانیا، از جمله تحت تأثیر قرار گرفتن، ناامید شد و او به دولت جفرسون نزدیک شد.پس از حمایت آدامز از قانون تحریم سال 1807، قانونگذار ماساچوست که تحت کنترل فدرالیست ها بود، جانشین آدامز را چند ماه قبل از پایان دوره او انتخاب کرد و آدامز اندکی پس از آن از سنا استعفا داد.
آدامز در حالی که عضو مجلس سنا بود، به عنوان استاد منطق در دانشگاه براون و به عنوان استاد زبان آوری و خطابه بویلستون در دانشگاه هاروارد خدمت کرد.تعهد آدامز به بلاغت کلاسیک، پاسخ او به مسائل عمومی را شکل داد، و او مدت ها پس از اینکه نئوکلاسیکالیسم و سیاست های احترام آمیز نسل بنیانگذار تحت الشعاع اخلاق تجاری و دموکراسی توده ای دوران جکسونی قرار گرفت، از آن آرمان های بلاغی الهام گرفت.بسیاری از مواضع خاص آدامز ریشه در ارادت همیشگی او به آرمان سیسرونی شهروند سخنور «خوب سخن گفتن» برای ارتقای رفاه شهر داشت.او همچنین تحت تأثیر آرمان جمهوری‌خواه کلاسیک فصاحت مدنی بود که فیلسوف بریتانیایی دیوید هیوم از آن حمایت می‌کرد.آدامز این ایده‌آل‌های کلاسیک جمهوری‌خواه در سخنرانی عمومی را با بحث آمریکایی تطبیق داد و ساختار سیاسی چندسطحی آن را آماده «رنسانس فصاحت دموستنی» می‌دانست.سخنرانی‌های او درباره بلاغت و خطابه (1810) به سرنوشت خطابه‌های باستانی، ضرورت آزادی برای شکوفایی آن، و اهمیت آن به‌عنوان عنصری وحدت‌بخش برای ملتی جدید با فرهنگ‌ها و باورهای گوناگون می‌پردازد.همانطور که فصاحت مدنی نتوانست در بریتانیا محبوبیت پیدا کند، در دهه دوم قرن نوزدهم، منافع ایالات متحده کم رنگ شد، زیرا «حوزه عمومی سخنرانی داغ» به نفع حوزه خصوصی ناپدید شد.

### وزیر در روسیه

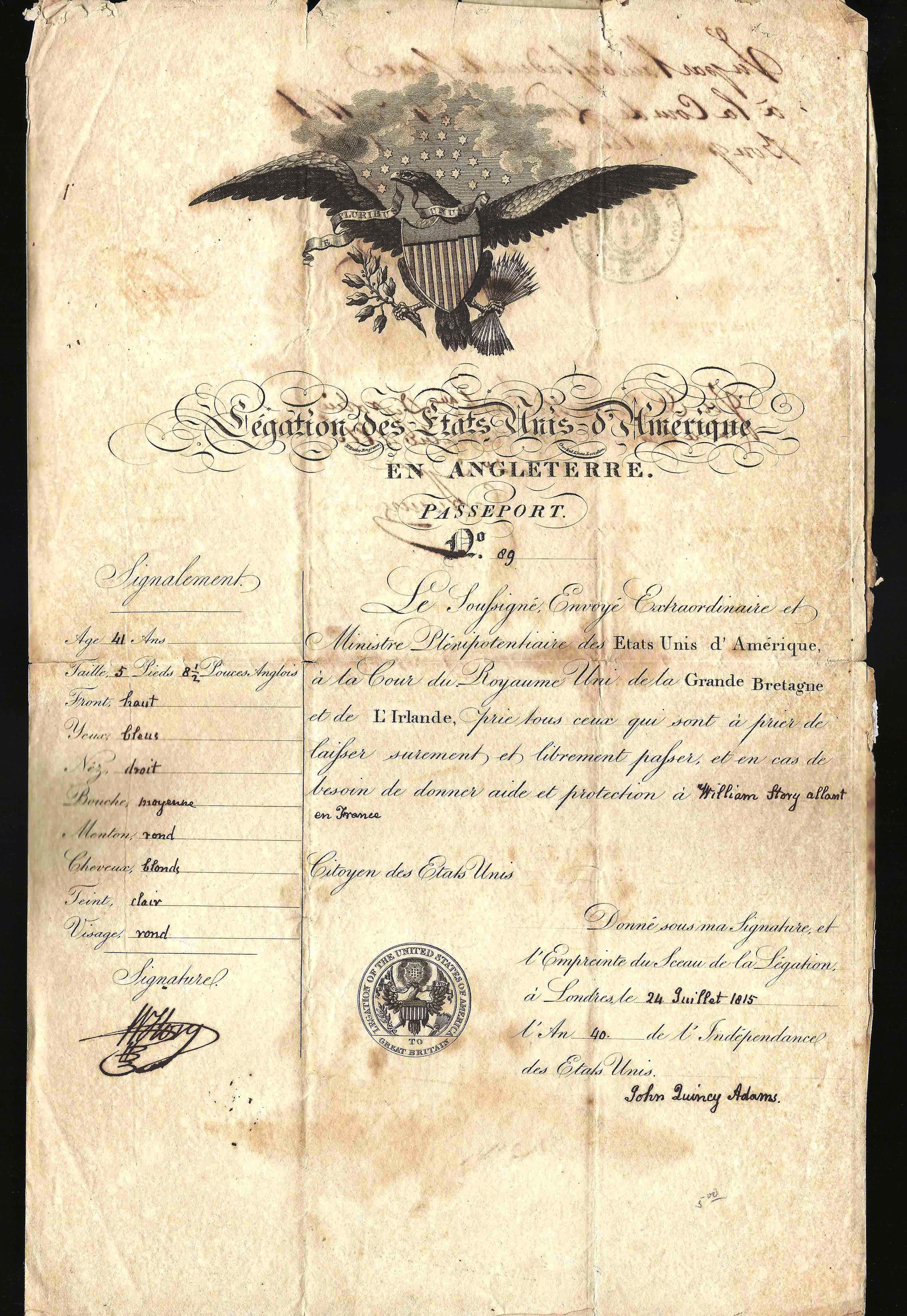
گذرنامه 1815 ایالات متحده توسط جان کوئینسی آدامز در لندن صادر شد.

پس از استعفا از سنا، آدامز توسط رهبران فدرالیست ماساچوست طرد شد، اما او درخواست های دموکرات-جمهوری خواهان را برای کسب مقام رد کرد.در سال 1809، او در برابر دیوان عالی ایالات متحده در مورد فلچر علیه پک بحث کرد و دیوان عالی در نهایت با استدلال آدامز موافقت کرد مبنی بر اینکه بند قرارداد قانون اساسی از ایالت جورجیا از بی اعتبار کردن فروش زمین به شرکت های خارج از ایالت جلوگیری می کند. بعداً در همان سال، رئیس جمهور جیمز مدیسون، آدامز را به عنوان اولین وزیر ایالات متحده در روسیه در سال 1809 منصوب کرد. اگرچه آدامز اخیراً از حزب فدرالیست جدا شده بود، اما حمایت او از سیاست خارجی جفرسون باعث حسن نیت او با دولت مدیسون شده بود.آدامز پس از تجربیاتش در اروپا به طور کلی و روسیه به طور خاص برای این نقش واجد شرایط بود.
پس از گذری دشوار از دریای بالتیک، آدامز در اکتبر 1809 به پایتخت روسیه، سنت پترزبورگ رسید. او به سرعت با نیکولای رومیانتسف، مقام روسی، رابطه کاری سازنده برقرار کرد و در نهایت با تزار الکساندر اول روسیه دوست شد.آدامز همچنان از بی طرفی آمریکا بین فرانسه و بریتانیا در طول جنگ ناپلئون حمایت می کرد.لوئیزا در ابتدا از چشم انداز زندگی در روسیه مضطرب بود، اما در دربار روسیه به چهره ای محبوب تبدیل شد.آدامز از سمت دیپلماتیک خود، حمله ناپلئون امپراتور فرانسه به روسیه را مشاهده کرد که با شکست فرانسوی ها به پایان رسید.در فوریه 1811، پرزیدنت مدیسون، آدامز را به عنوان معاون قاضی دیوان عالی ایالات متحده معرفی کرد.نامزدی به اتفاق آرا توسط سنا تایید شد، اما آدامز کرسی را رد کرد، و ترجیح داد در سیاست و دیپلماسی فعالیت کند، بنابراین جوزف استوری به جای آن کرسی را گرفت.

### معاهده خنت و سفیر در بریتانیا

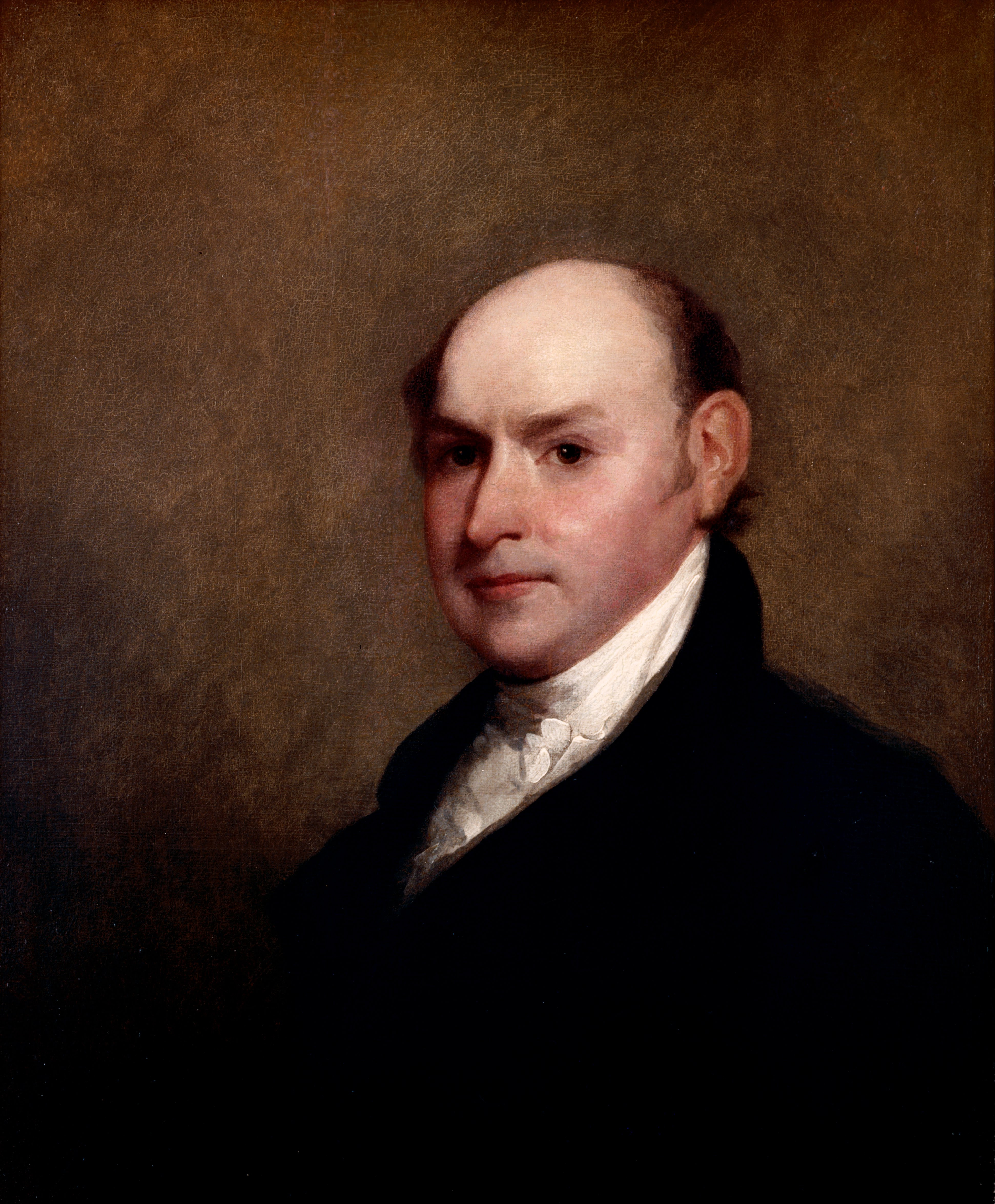
پرتره آدامز - گیلبرت استوارت، 1818

آدامز مدتها نگران بود که ایالات متحده وارد جنگی شود که نتواند در برابر بریتانیا پیروز شود، و در اوایل سال 1812، به دلیل حملات مداوم بریتانیا به کشتیرانی آمریکایی و رویه بریتانیایی تحت تأثیر قرار گرفتن، چنین جنگی را اجتناب ناپذیر می دید.در اواسط سال 1812، ایالات متحده علیه بریتانیا اعلام جنگ کرد و جنگ 1812 آغاز شد. تزار الکساندر تلاش کرد تا در مناقشه بین بریتانیا و ایالات متحده میانجیگری کند و پرزیدنت مدیسون آدامز، آلبرت گالتین وزیر خزانه داری و سناتور فدرالیست جیمز ای. بیرد را منصوب کرد.گالتین و بیرد در ژوئیه 1813 به سنت پترزبورگ رسیدند، اما بریتانیا پیشنهاد میانجیگری تزار الکساندر را رد کرد.آدامز به امید آغاز مذاکرات در محل دیگری، روسیه را در آوریل 1814 ترک کرد.مذاکرات سرانجام در اواسط سال 1814 در خنت آغاز شد، جایی که آدامز، گالتین و بیرد توسط دو نماینده آمریکایی دیگر، جاناتان راسل و رئیس سابق مجلس، هنری کلی، پیوستند.آدامز، رئیس اسمی هیئت، با گالتین، بیرد و راسل به خوبی کنار می آمد، اما گهگاه با کلی درگیر می شد.
هیئت بریتانیایی در ابتدا با ایالات متحده به عنوان یک قدرت شکست خورده برخورد کرد و خواستار ایجاد یک کشور حائل سرخپوست از قلمرو آمریکا در نزدیکی دریاچه های بزرگ شد.هیئت آمریکایی به اتفاق آرا این پیشنهاد را رد کرد و موقعیت مذاکره آنها با پیروزی آمریکا در نبرد پلاتسبورگ تقویت شد.در نوامبر 1814، دولت لرد لیورپول تصمیم گرفت تا به دنبال پایان دادن به خصومت‌ها با ایالات متحده بر اساس وضعیت موجود پیش از آن باشد.حتی اگر بازگشت به وضعیت موجود به معنای تداوم رویه بریتانیایی تحت تأثیر قرار گرفتن باشد، آدامز و همکارانش به شرایط مشابه امیدوار بودند.این معاهده در 24 دسامبر 1814 امضا شد. ایالات متحده هیچ امتیازی از این معاهده به دست نیاورد، اما می توانست به خود ببالد که از جنگ علیه قوی ترین قدرت جهان جان سالم به در برده است.پس از امضای معاهده، آدامز به پاریس سفر کرد و در آنجا از نزدیک شاهد جنگ صدروزه بازسازی ناپلئون بود.
در ماه مه 1815، آدامز متوجه شد که پرزیدنت مدیسون او را به عنوان سفیر ایالات متحده در بریتانیا منصوب کرده است.آدامز با کمک کلی و گالتین بر سر یک توافق تجاری محدود با بریتانیا مذاکره کرد.پس از انعقاد قرارداد تجاری، بیشتر وقت آدامز به عنوان سفیر صرف کمک به ملوانان سرگردان آمریکایی و اسیران جنگی شد.در تعقیب وحدت ملی، رئیس جمهور تازه منتخب جیمز مونرو تصمیم گرفت که یک شمالی برای پست وزیر امور خارجه بهینه باشد و آدامز محترم و با تجربه را برای این نقش انتخاب کرد.آدامز پس از گذراندن چندین سال در اروپا، در اوت 1817 به ایالات متحده بازگشت.

## وزیر امور خارجه (1817-1825)
آدامز در دوران هشت ساله ریاست جمهوری مونرو، از 1817 تا 1825، به عنوان وزیر امور خارجه خدمت کرد.بسیاری از موفقیت های او به عنوان وزیر، مانند کنوانسیون 1818 با انگلستان، معاهده بین قاره ای با اسپانیا و دکترین مونرو، از قبل برنامه ریزی نشده بودند.آدامز می خواست برای جلوگیری از خطر جنگ با اسپانیا و متحدان اروپایی اش، به رسمیت شناختن جمهوری های تازه استقلال یافته آمریکای لاتین را به تاخیر بیندازد.با این حال، کمپین نظامی اندرو جکسون در فلوریدا و تهدیدهای هنری کلی در کنگره، اسپانیا را مجبور به قطع یک معامله کرد، که آدامز با موفقیت مذاکره کرد.جیمز لوئیس زندگینامه نویس می گوید: "او موفق شد نقش هایی را که به او داده شده بود - نقش هایی که به وضوح نمی خواست - بازی کند - به گونه ای که کابینه اسپانیا را مجبور کرد ضعف دست خود را تشخیص دهد".جدای از دکترین مونرو، چهار سال آخر او به عنوان وزیر امور خارجه موفقیت چندانی نداشت، زیرا او درگیر کمپین ریاست جمهوری خود بود و از مصالحه با کشورهای دیگر که ممکن بود نامزدی او را تضعیف کند، خودداری کرد.نتیجه یک جنگ تجاری در مقیاس کوچک اما یک انتخابات موفق برای کاخ سفید بود.

نقاشی جان کوئینسی آدامز اثر توماس سالی، 1824

آدامز با روی کار آمدن پس از جنگ 1812، فکر می کرد که کشور در اجتناب از تلفات سرزمینی خوش شانس بوده است، و او اجتناب از جنگ دیگری با یک قدرت اروپایی، به ویژه بریتانیا را در اولویت قرار داد.او همچنین به دنبال پرهیز از تشدید تنش‌های مقطعی بود، که موضوع اصلی کشور در طول جنگ 1812 بود.آدامز علاوه بر نقش سیاست خارجی خود، وظایف داخلی متعددی از جمله نظارت بر سرشماری ایالات متحده در سال 1820 و نوشتن گزارش گسترده ای در مورد وزن ها و معیارها داشت.گزارش وزن‌ها و اندازه‌گیری‌ها، یکی از اشتیاق خاص آدامز، دیدگاه تاریخی گسترده‌ای را در مورد این موضوع ارائه کرد و از اتخاذ سیستم متریک حمایت کرد.
مونرو و آدامز در مورد اکثر مسائل مهم سیاست خارجی توافق داشتند: هر دو طرفدار بی طرفی در جنگ های استقلال آمریکای لاتین، صلح با بریتانیا، رد توافق تجاری با فرانسوی ها و گسترش مسالمت آمیز به قلمروهای آمریکای شمالی امپراتوری اسپانیا بودند.رئیس‌جمهور و وزیر امور خارجه‌اش روابط کاری قوی برقرار کردند، و در حالی که آدامز اغلب بر سیاست‌های مونرو تأثیر می‌گذاشت، او احترام می‌گذاشت که مونرو تصمیم‌های نهایی را در مورد مسائل اصلی می‌گرفت.مونرو مرتباً با کابینه پنج نفره خود که در ابتدا متشکل از آدامز، وزیر خزانه داری ویلیام اچ. کرافورد، وزیر جنگ جان سی. کلهون، وزیر نیروی دریایی بنجامین کرونینشیلد، و دادستان کل ویلیام ویرت بود، ملاقات می کرد.آدامز احترام زیادی برای کلهون ایجاد کرد، اما معتقد بود که کرافورد به طور غیرمنطقی بر جانشینی مونرو در سال 1824 متمرکز بود.
آدامز در زمان سفیر خود در بریتانیا، مذاکراتی را بر سر چندین موضوع بحث برانگیز آغاز کرده بود که با جنگ 1812 یا معاهده خنت حل نشده بود.در سال 1817، دو کشور با معاهده راش-باگوت موافقت کردند که تسلیحات دریایی در دریاچه های بزرگ را محدود می کرد.مذاکرات بین دو قدرت ادامه یافت و منجر به پیمان 1818 شد که مرز کانادا و ایالات متحده در غرب دریاچه های بزرگ را مشخص کرد.این مرز در مدار 49 با کوه‌های راکی تعیین شد، در حالی که قلمرو غرب کوه‌ها که به عنوان کشور اورگان شناخته می‌شود، به طور مشترک اشغال می‌شد.این توافق نقطه عطفی در روابط بریتانیا و ایالات متحده بود، زیرا ایالات متحده بر مرزهای جنوبی و غربی خود متمرکز شد و نگرانی بریتانیا در مورد توسعه طلبی آمریکا فروکش کرد.

### معاهده فلوریدا

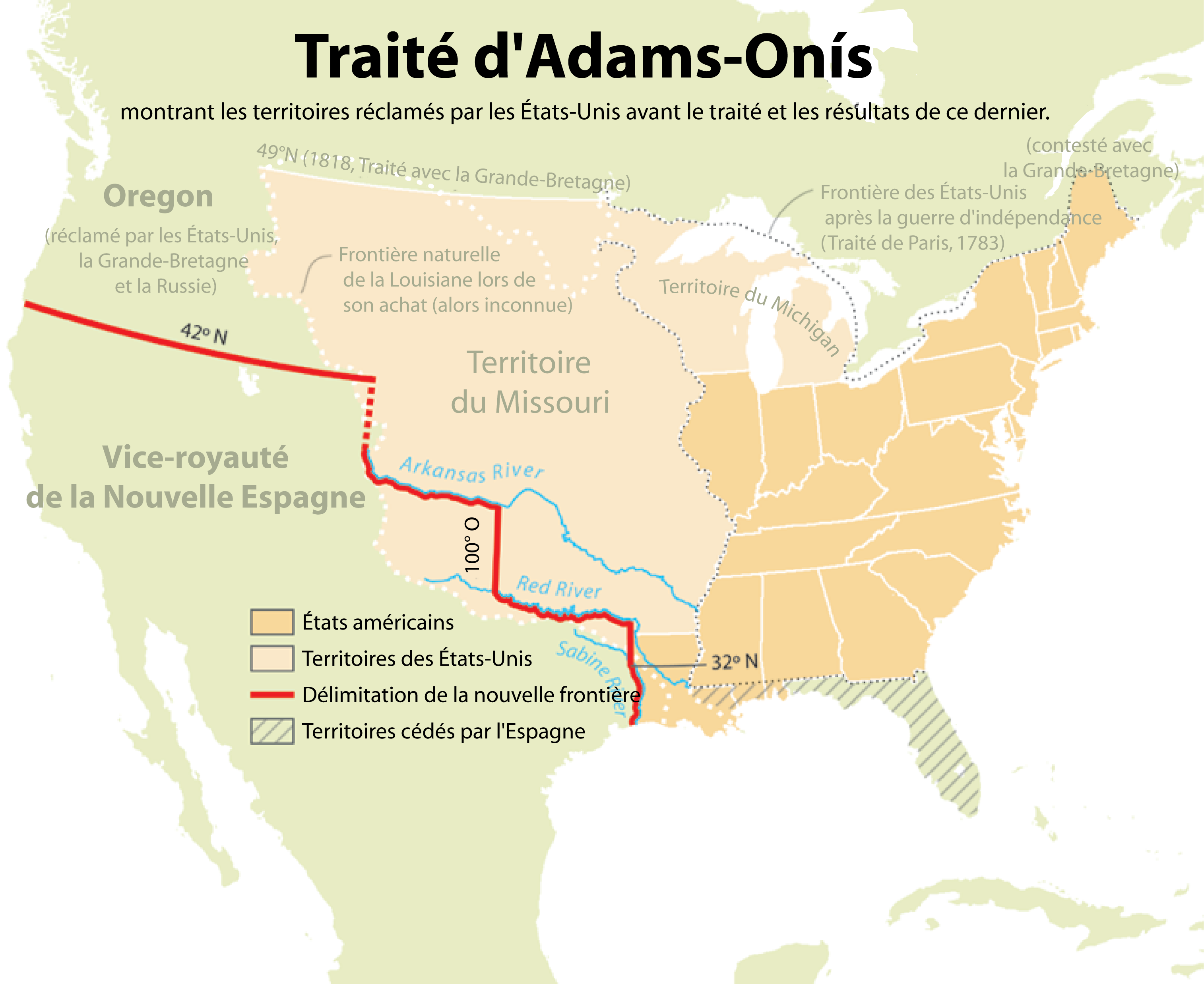
در معاهده فلوریدا، ایالات متحده فلوریدا را تصاحب کرد و مرز غربی خرید لوئیزیانا را در سال 1803 تعیین کرد.

هنگامی که آدامز به قدرت رسید، متصرفات اسپانیا از جنوب و غرب با ایالات متحده هم مرز بودند.در جنوب، اسپانیا کنترل فلوریدا را که ایالات متحده مدتها به دنبال خرید آن بود، حفظ کرد.اسپانیا برای کنترل قبایل سرخپوست فعال در فلوریدا تلاش کرد و برخی از آن قبایل به قلمرو ایالات متحده یورش بردند.در غرب، اسپانیای نو با سرزمینی که ایالات متحده در خرید لوئیزیانا به دست آورده بود، هم مرز بود، اما هیچ مرز مشخصی بین ایالات متحده و قلمرو اسپانیا ایجاد نشده بود.آدامز پس از تصدی مسئولیت، مذاکراتی را با لوئیس دی اونیس، وزیر اسپانیایی در ایالات متحده، برای خرید فلوریدا و حل و فصل مرز بین ایالات متحده و اسپانیای جدید آغاز کرد.مذاکرات با تشدید جنگ سمینول قطع شد و در دسامبر 1818، مونرو به ژنرال اندرو جکسون دستور داد وارد فلوریدا شود و در مقابل سمینول که به جورجیا حمله کرده بود، تلافی کند.جکسون با تخلف به دستورات خود، پاسگاه های اسپانیایی سنت مارکس و پنساکولا را تصرف کرد و دو انگلیسی را اعدام کرد.در حالی که اقدامات جکسون خشم بقیه کابینه را برانگیخت، آدامز از آنها برای دفاع از خود کشور دفاع کرد و او در نهایت مونرو و بیشتر اعضای کابینه را متقاعد کرد که از جکسون حمایت کنند.آدامز به اسپانیا اطلاع داد که شکست این کشور در کنترل قلمرو خود، جکسون را مجبور به اقدام کرده است، و او به اسپانیا توصیه کرد که منطقه را تامین کند یا آن را به ایالات متحده بفروشد.در همین حال، انگلیسی‌ها از به خطر انداختن نزدیکی اخیر خود با ایالات متحده خودداری کردند و از اعدام دو شهروند بریتانیایی توسط جکسون مسئله دیپلماتیک بزرگی ایجاد نکردند.
مذاکرات بین اسپانیا و ایالات متحده ادامه یافت و اسپانیا با واگذاری فلوریدا موافقت کرد.تعیین مرزهای غربی ایالات متحده دشوارتر بود.توسعه طلبان آمریکایی از تعیین مرز در ریو گرانده حمایت می کردند، اما اسپانیا که قصد داشت از مستعمره خود مکزیک در برابر حدشکنی آمریکا محافظت کند، بر تعیین مرز در رودخانه سابین اصرار داشت.به دستور مونرو، آدامز با مرز رودخانه سابین موافقت کرد، اما او اصرار داشت که اسپانیا ادعاهای خود را بر کشور اورگان واگذار کند.آدامز عمیقاً علاقه مند به ایجاد کنترل آمریکا بر کشور اورگان بود، تا حدی به این دلیل که او معتقد بود که کنترل آن منطقه باعث تحریک تجارت با آسیا می شود.تصاحب ادعاهای اسپانیایی در شمال غربی اقیانوس آرام همچنین به دولت مونرو اجازه داد تا تصاحب فلوریدا را که عمدتاً جنوبی‌ها به دنبال آن بودند، با منافع ارضی عمدتاً مورد علاقه آن‌ها در شمال همراهی کند.پس از مذاکرات طولانی، اسپانیا و ایالات متحده با معاهده فلوریدا موافقت کردند که در فوریه 1821 تصویب شد.آدامز عمیقاً به این معاهده افتخار می کرد، اگرچه به طور خصوصی نگران گسترش احتمالی برده داری به سرزمین های تازه تصاحب شده بود.در سال 1824، دولت مونرو با تصویب معاهده روسیه و آمریکا در 1824، که مرز جنوبی آلاسکا روسیه را در 54 درجه و 40 دقیقه شمالی تعیین کرد، ادعاهای ایالات متحده بر اورگان را تقویت کرد.

### دکترین مونرو
با ادامه شکست امپراتوری اسپانیا در دوره دوم ریاست جمهوری مونرو، آدامز، مونرو و کلی به طور فزاینده ای نگران شدند که "اتحاد مقدس" پروس، اتریش و روسیه به دنبال تحت کنترل خود درآوردن مستعمرات سابق اسپانیا به حدی رسیدند که حتی در مورد آن فکر می کردند.آدامز در سخنرانی خود در چهارم ژوئیه 1821 به این موضوع پرداخت و به یک "زنجیره همدردی" مشترک بین ایالات متحده و آمریکای لاتین اشاره کرد، اما به جای اتحاد مقدس، برای بی طرفی استدلال کرد.در سال 1822، پس از انعقاد معاهده فلوریدا، دولت مونرو استقلال چندین کشور آمریکای لاتین از جمله آرژانتین و مکزیک را به رسمیت شناخت.در سال 1823، جورج کنینگ، وزیر امور خارجه بریتانیا، پیشنهاد کرد که ایالات متحده و بریتانیا باید برای حفظ استقلال این جمهوری های نوپا با یکدیگر همکاری کنند.کابینه درباره پذیرش این پیشنهاد بحث کرد، اما آدامز با آن مخالفت کرد.در عوض، آدامز از مونرو خواست علناً مخالفت ایالات متحده را با هرگونه تلاش اروپایی برای استعمار یا کنترل مجدد قلمرو در قاره آمریکا اعلام کند و در عین حال ایالات متحده را متعهد به بی طرفی در امور اروپا کند.در پیام سالانه خود در دسامبر 1823 به کنگره، مونرو دکترین مونرو را مطرح کرد که عمدتاً بر اساس ایده‌های آدامز ساخته شده بود.با صدور دکترین مونرو، ایالات متحده سطح جدیدی از قاطعیت را در روابط بین‌الملل نشان داد، زیرا این دکترین اولین ادعای کشور را برای حوزه نفوذ نشان می‌داد.همچنین نشان دهنده تغییر جهت گیری روانی کشور از اروپا و به سمت قاره آمریکا بود.بحث در مورد سیاست خارجی دیگر بر روابط با بریتانیا و فرانسه متمرکز نمی شود، بلکه بر گسترش غرب و روابط با بومیان آمریکا تمرکز می کند.این دکترین به یکی از اصول اساسی سیاست خارجی ایالات متحده تبدیل شد.

## انتخابات ریاست جمهوری 1824

نتایج انتخابات ریاست جمهوری 1824

آدامز بلافاصله پس از اینکه وزیر امور خارجه شد، به عنوان یکی از محتمل ترین جانشینان مونرو ظاهر شد، زیرا سه رئیس جمهور آخر همگی قبل از شروع به کار در این سمت خدمت کرده بودند.با نزدیک شدن به انتخابات 1824، هنری کلی، جان سی. کلهون (که بعداً از رقابت کنار رفت) و ویلیام اچ. کرافورد به نظر رقابت اولیه آدامز برای جانشینی مونرو بودند.کرافورد طرفدار حاکمیت ایالتی و دیدگاه ساختارگرایانه دقیق قانون اساسی بود، در حالی که کلی، کلهون و آدامز از پیشرفت‌های داخلی با بودجه فدرال، تعرفه‌های بالا و بانک دوم ایالات متحده، که به عنوان بانک ملی نیز شناخته می‌شد، استقبال کردند.از آنجا که حزب فدرالیست پس از جنگ 1812 کاملاً فروپاشیده بود، همه نامزدهای اصلی ریاست جمهوری اعضای حزب دموکرات-جمهوری خواه بودند.آدامز احساس می‌کرد که انتخاب او به عنوان رئیس‌جمهور، پدرش را تایید می‌کند، در حالی که به او اجازه می‌دهد سیاست داخلی بلندپروازانه‌ای را دنبال کند.اگرچه آدامز فاقد کاریزمای رقبای خود بود، اما به طور گسترده مورد احترام بود و از فقدان دیگر رهبران برجسته سیاسی شمال سود می برد.
انتخاب اصلی آدامز برای نقش معاون رئیس جمهور ژنرال اندرو جکسون بود.آدامز خاطرنشان کرد که "معاون رئیس جمهور ایستگاهی بود که در آن [جکسون] نمی توانست کسی را به دار آویخت و در آن نیازی به نزاع با هیچ کس نداشت".با این حال، با نزدیک شدن به انتخابات 1824، جکسون وارد رقابت برای ریاست جمهوری شد و کلهون در نهایت حمایت معاون رئیس جمهور از طرفداران آدامز را دریافت کرد.در حالی که نامزدهای دیگر نامزدی خود را بر اساس دوره طولانی مدت خود به عنوان نمایندگان کنگره، سفیران یا اعضای کابینه قرار دادند، جذابیت جکسون به خدمت سربازی وی، به ویژه در نبرد نیواورلئانز، بستگی داشت.گروه نامزدهای کنگره در مورد نامزدهای قبلی ریاست جمهوری دموکرات-جمهوری خواه تصمیم گرفته بود، اما تا سال 1824 تا حد زیادی بی اعتبار شده بود. در عوض، نامزدها توسط مجالس ایالتی یا کنوانسیون های نامزدی معرفی می شدند و آدامز تأیید مجالس قانونگذاری نیو انگلند را دریافت کرد.قدرت منطقه ای هر نامزد نقش مهمی در انتخابات ایفا کرد.آدامز در نیوانگلند محبوب بود، کلی و جکسون در غرب قوی بودند، و جکسون و کرافورد برای جنوب رقابت کردند.
در انتخابات ریاست جمهوری سال 1824، جکسون با کسب 99 رای از 261 رای انتخاباتی، اکثریت را در کالج انتخاباتی به دست آورد، در حالی که آدامز 84 رای، کرافورد 41 و کلی 37 رای بردند. در همین حال کالهون اکثریت آرای انتخاباتی را برای معاون به دست آورد.آدامز تقریباً آرای انتخاباتی نیوانگلند را به دست آورد و اکثریت آرای انتخاباتی را در نیویورک به دست آورد، اما او فقط شش رأی انتخاباتی را از ایالت های برده به دست آورد.بیشتر حمایت جکسون از ایالت های برده دار بود، اما او همچنین نیوجرسی، پنسیلوانیا و برخی از آرای انتخاباتی از شمال غربی را به دست آورد.از آنجایی که هیچ نامزدی اکثریت آرای انتخاباتی را به دست نیاورد، مجلس ملزم به برگزاری انتخابات احتمالی بر اساس شرایط متمم دوازدهم بود.مجلس از میان سه برنده برتر آرای انتخاباتی تصمیم می گیرد که هیئت هر ایالت دارای یک رأی باشد.بنابراین، بر خلاف سه رقیب خود، کلی واجد شرایط انتخاب شدن توسط مجلس نبود.
آدامز می‌دانست که پیروزی خودش در انتخابات احتمالی به حمایت کلی نیاز دارد، که نفوذ زیادی در مجلس نمایندگان داشت.اگرچه خلق و خوی آنها کاملاً متفاوت بود و در گذشته با هم درگیر شده بودند، آدامز و کلی نظرات مشابهی در مورد مسائل ملی داشتند.در مقابل، کلی به جکسون به عنوان یک عوام فریب خطرناک نگاه می کرد و به دلیل مشکلات سلامتی کرافورد حاضر به حمایت از کرافورد نبود.آدامز و کلی قبل از انتخابات احتمالی ملاقات کردند و کلی موافقت کرد که از آدامز در انتخابات حمایت کند.آدامز همچنین با فدرالیست هایی مانند دنیل وبستر ملاقات کرد و قول داد که مناصب دولتی را به اعضای حزب آنها انکار نخواهد کرد.در 9 فوریه 1825، آدامز در اولین رای گیری در انتخابات مشروط پیروز شد و 13 نماینده از 24 هیئت ایالتی را به دست آورد.آدامز در هیأت‌های مجلس نمایندگان تمام ایالت‌هایی که او یا کلی اکثریت آرای انتخاباتی را به دست آورده بودند، و همچنین هیئت‌های ایلینوی، لوئیزیانا و مریلند را به دست آورد.پیروزی آدامز او را به اولین فرزند یک رئیس جمهور تبدیل کرد که خود به عنوان رئیس جمهور خدمت کرد.پس از انتخابات، بسیاری از حامیان جکسون ادعا کردند که آدامز و کلی به یک "معامله فاسد" رسیده اند که به موجب آن آدامز به کلی قول وزیر امور خارجه را داده است.

## ریاست جمهوری (1825–1829)

### تحلیف
آدامز در 4 مارس 1825 افتتاح شد و اولین پسر رئیس جمهور سابق ایالات متحده شد که خودش رئیس جمهور شد، شاهکاری که تنها 176 سال بعد توسط جرج دابلیو. بوش، پسر جرج اچ. دابلیو. بوش تکرار شد.هنگامی که آدامز سوگند یاد کرد، با گذاشتن دست خود بر روی کتاب حقوق اساسی به جای کتاب مقدس، سنت را کنار گذاشت.در سخنرانی افتتاحیه خود، او لحنی پسا حزبی را اتخاذ کرد و قول داد از انتصابات حزب ساز و با انگیزه سیاسی اجتناب کند.او همچنین برنامه مفصلی از «بهبودهای داخلی» پیشنهاد کرد: جاده ها، بنادر و کانال ها.اگرچه برخی نگران قانون اساسی بودن چنین پروژه های فدرال بودند، آدامز استدلال کرد که بند رفاه عمومی اختیارات قانون اساسی گسترده ای را فراهم می کند.او قول داد که از کنگره بخواهد تا مجوز بسیاری از این پروژه ها را صادر کند.

### مدیریت
آدامز ریاست کابینه ای هماهنگ و سازنده را بر عهده داشت که به صورت هفتگی با آن ملاقات می کرد.آدامز مانند مونرو به دنبال یک کابینه متعادل از نظر جغرافیایی بود که نماینده جناح های مختلف حزب باشد و از اعضای کابینه مونرو خواست که برای اداره خود در محل باقی بمانند.ساموئل ال. ساثرد از نیوجرسی به عنوان وزیر نیروی دریایی باقی ماند، ویلیام ویرت پست دادستان کل خود را حفظ کرد، و جان مک لین از اوهایو همچنان به عنوان رئیس کل پست خدمت می کرد، سمت مهمی که بخشی از کابینه نبود.اولین انتخاب آدامز برای وزیر جنگ و وزیر خزانه داری اندرو جکسون و ویلیام کرافورد بودند، اما هر کدام از خدمت در دولت خودداری کردند.آدامز در عوض جیمز باربر از ویرجینیا، یکی از حامیان برجسته کرافورد را برای رهبری وزارت جنگ انتخاب کرد.رهبری وزارت خزانه داری به ریچارد راش از پنسیلوانیا رسید، که به یکی از مدافعان برجسته بهبودهای داخلی و تعرفه های حفاظتی در داخل دولت تبدیل شد.آدامز هنری کلی را به عنوان وزیر امور خارجه برگزید و باعث خشم کسانی شد که معتقد بودند کلی از آدامز در انتخابات 1824 در ازای معتبرترین موقعیت در کابینه حمایت کرده بود.کلی بعداً از پذیرفتن این کار پشیمان شد زیرا اتهام "معامله فاسد" را تقویت کرد.با این حال، قدرت کلی در غرب و علاقه به سیاست خارجی، او را به یک انتخاب طبیعی برای این سمت تبدیل کرد.

### امور داخلی

#### دستور کار جاه طلبانه

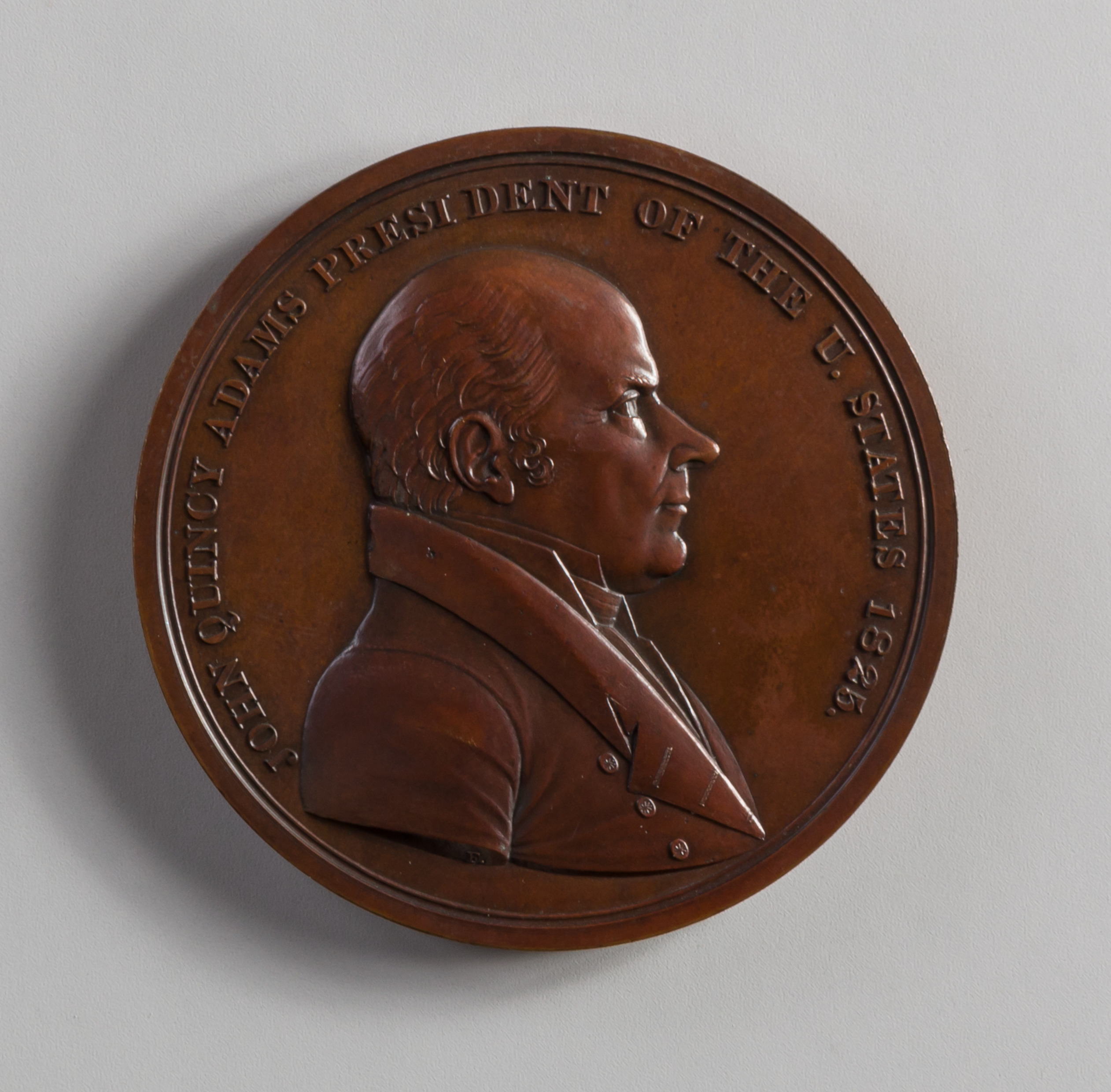
مدال جان کوئینسی آدامز

آدامز در پیام سالانه خود در سال 1825 به کنگره، دستور کار جامع و جاه طلبانه ای را ارائه کرد.وی خواستار سرمایه گذاری عمده در بهبود داخلی و همچنین ایجاد دانشگاه ملی، آکادمی نیروی دریایی و رصدخانه ملی نجوم شد.آدامز با اشاره به وضعیت سالم خزانه داری و امکان کسب درآمد بیشتر از طریق فروش زمین، برای تکمیل چندین پروژه که در مراحل مختلف ساخت و ساز یا برنامه ریزی بودند، از جمله جاده ای از واشنگتن دی سی به نیواورلئان استدلال کرد.او همچنین پیشنهاد ایجاد یک وزارت کشور را به عنوان یک اداره جدید در سطح کابینه داد که بر این پیشرفت‌های داخلی نظارت می‌کند.آدامز امیدوار بود که این اقدامات را عمدتاً از طریق فروش زمین غربی، به جای افزایش مالیات یا بدهی عمومی تأمین کند.دستور کار داخلی آدامز و کلی، که به عنوان سیستم آمریکایی شناخته می شود، برای متحد کردن منافع منطقه ای ناهمگون در ارتقاء یک اقتصاد ملی پر رونق طراحی شده است.
برنامه های آدامز با مخالفت اقشار مختلف مواجه شد.بسیاری با تفسیر گسترده او از قانون اساسی مخالف بودند و ترجیح می دادند که قدرت در دولت های ایالتی به جای دولت فدرال متمرکز شود.برخی دیگر از دخالت هر سطحی از حکومت بیزار بودند و با برنامه ریزی مرکزی مخالف بودند.برخی در جنوب می ترسیدند که آدامز به طور مخفیانه یک طرفدار الغا بود و او در پی آن بود که ایالت ها را تابع دولت فدرال کند.بیشتر پیشنهادهای رئیس جمهور در کنگره شکست خورد.ایده های آدامز برای یک دانشگاه ملی، یک رصدخانه ملی، و ایجاد یک سیستم یکنواخت ارزان و معیارها هرگز رای کنگره را دریافت نکرد.پیشنهاد او برای ایجاد آکادمی نیروی دریایی مورد تایید سنا قرار گرفت اما در مجلس شکست خورد.مخالفان به هزینه دانشکده نیروی دریایی معترض بودند و نگران بودند که تأسیس چنین مؤسسه‌ای «انحطاط و فساد اخلاق عمومی را ایجاد کند».پیشنهاد آدامز برای ایجاد قانون ورشکستگی ملی نیز شکست خورد.
آدامز برخلاف دیگر جنبه‌های برنامه داخلی خود، تأییدیه کنگره را برای چندین پروژه زیرساختی بلندپروازانه به دست آورد.بین سال‌های 1824 و 1828، سپاه مهندسی ارتش ایالات متحده بررسی‌هایی را برای مجموعه‌ای از جاده‌ها، کانال‌ها، راه‌آهن‌ها و بهبود در مسیریابی رودخانه‌ای انجام داد.آدامز ریاست تعمیرات اساسی و ساخت و سازهای بیشتر در جاده ملی را بر عهده داشت، و اندکی پس از ترک دفتر، جاده ملی از کومبرلند، مریلند، تا زنسویل، اوهایو گسترش یافت.دولت آدامز همچنین شاهد آغاز کانال چساپیک و اوهایو بود.ساخت کانال چساپیک و دلاور و کانال لوئیزویل و پورتلند در اطراف آبشار اوهایو.اتصال دریاچه های بزرگ به سیستم رودخانه اوهایو در اوهایو و ایندیانا.و بزرگ شدن و بازسازی کانال باتلاق دیسمال در کارولینای شمالی.علاوه بر این، اولین راه آهن مسافربری در ایالات متحده، راه آهن بالتیمور و اوهایو، در دوران ریاست جمهوری آدامز ساخته شد.اگرچه بسیاری از این پروژه ها توسط بازیگران خصوصی انجام می شد، دولت اغلب پول یا زمینی را برای کمک به تکمیل چنین پروژه هایی فراهم می کرد.

### تشکیل احزاب سیاسی

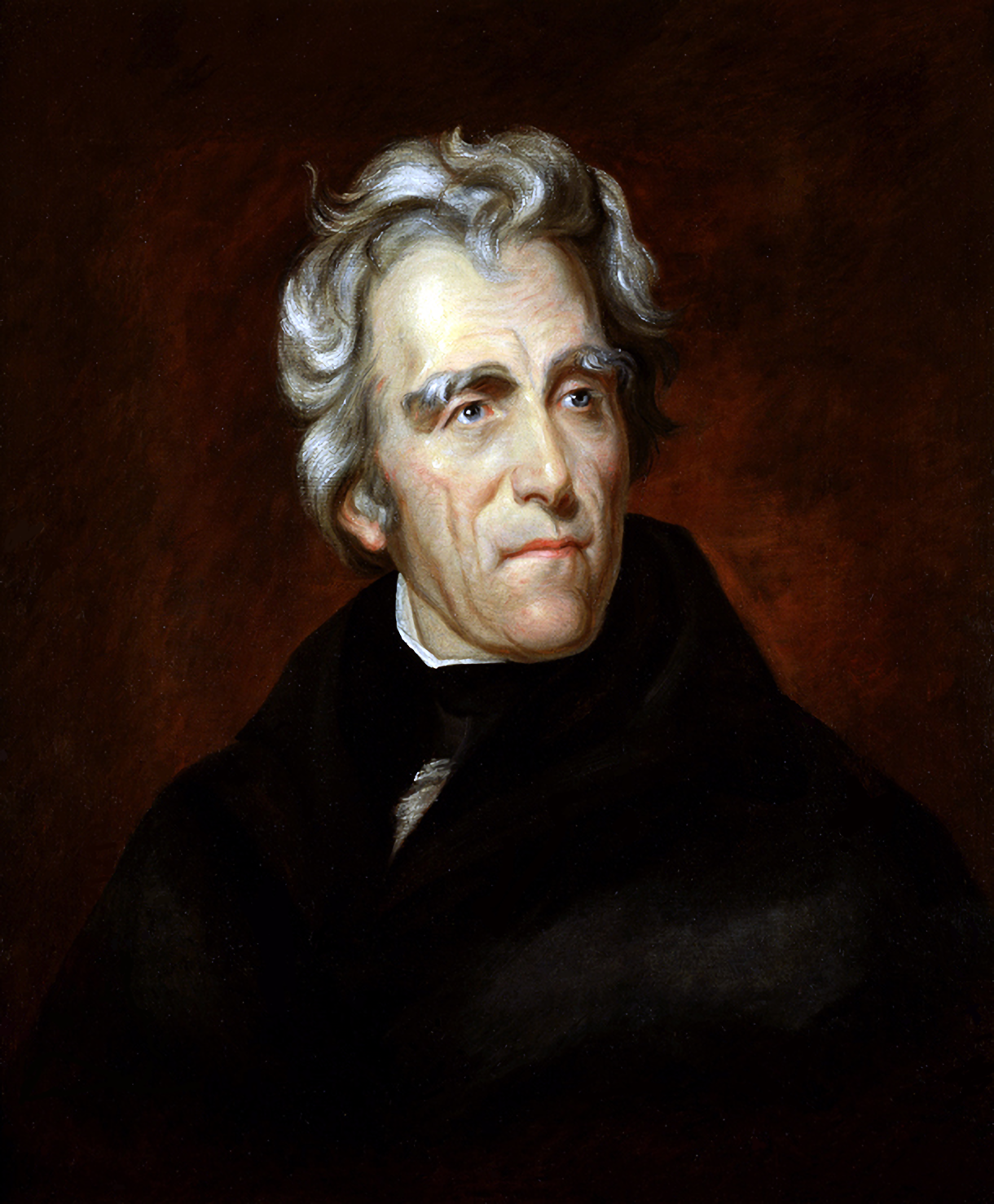
ژنرال اندرو جکسون، رقیب آدامز در انتخابات ریاست جمهوری 1824 و 1828 ایالات متحده

بلافاصله پس از انتخابات احتمالی 1825، جکسون نسبت به آدامز مهربان بود.با این وجود، انتصاب آدامز از کلی، جکسون را که سیل نامه‌هایی دریافت کرد که او را تشویق به نامزدی می‌کرد، مضطرب کرد.در سال 1825، جکسون نامزدی ریاست جمهوری تنسی را برای انتخابات 1828 پذیرفت.اگرچه او در دوران ریاست‌جمهوری مونرو به آدامز نزدیک بود، معاون رئیس‌جمهور کلهون نیز با انتصاب کلی از رئیس‌جمهور بیگانه شد، زیرا این انتصاب کلی را به عنوان وارث طبیعی آدامز معرفی کرد.پیام سالانه جاه طلبانه آدامز در دسامبر 1825 به کنگره، مخالفان را بیشتر برانگیخت.در پایان اولین جلسه کنگره نوزدهم ایالات متحده، یک ائتلاف کنگره ضد آدامز متشکل از جکسونی‌ها (به رهبری بنتون و هیو لاسون وایت)، کرافوردایت‌ها (به رهبری مارتین ون بیورن و ناتانیل مکون) و کالونیت‌ها (به رهبری رابرت وای. هااین و جورج مک‌دافی) ظهور کرده بودند.به غیر از کلی، آدامز فاقد حامیان قوی در خارج از شمال بود، و ادوارد اورت، جان تیلور، و دنیل وبستر به عنوان قوی ترین مدافعان او در کنگره خدمت کردند.حامیان آدامز شروع به نامیدن خود را جمهوری خواه ملی کردند، در حالی که حامیان جکسون شروع به خواندن خود دموکرات کردند.در مطبوعات، آنها اغلب به عنوان "مردان آدامز" و "مردان جکسون" توصیف می شدند.
در انتخابات 1826، مخالفان آدامز کرسی هایی را در سراسر کشور به دست آوردند، زیرا متحدان آدامز نتوانستند بین خود هماهنگ شوند.اندرو استیونسون، یکی از حامیان جکسون، جایگزین جان تیلور، یکی از حامیان آدامز، به عنوان رئیس مجلس شد.همانطور که خود آدامز اشاره کرد، ایالات متحده هرگز کنگره ای را ندیده بود که به شدت تحت کنترل مخالفان سیاسی رئیس جمهور باشد.پس از انتخابات، ون بیورن و کلهون موافقت کردند که در سال 1828 از جکسون حمایت کنند، و ون بیورن بسیاری از حامیان کرافورد را همراهی کرد.اگرچه جکسون یک پلت فرم سیاسی دقیق را به همان شیوه آدامز بیان نکرد، ائتلاف او در مخالفت با اتکای آدامز به برنامه ریزی دولت متحد شد.در همین حال، آدامز به امید یک ملت غیر حزبی چسبیده بود و از استفاده کامل از قدرت حمایت برای ایجاد ساختار حزبی خود امتناع کرد.

#### تعرفه 1828

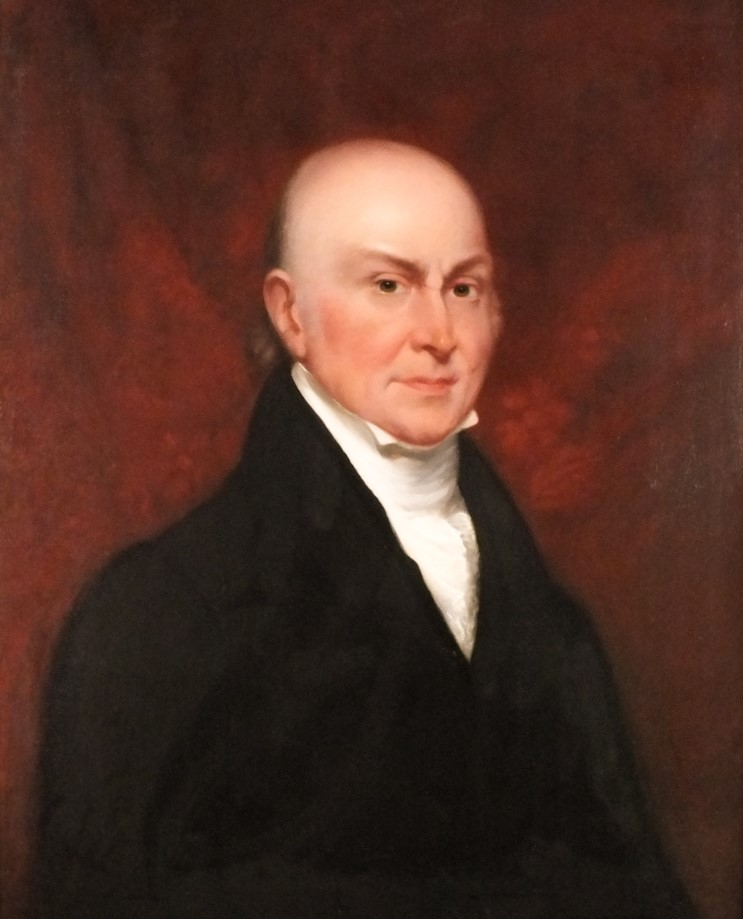
نقاشی کوئینسی آدامز اثر چارلز آزگود، 1828

در نیمه اول دولت خود، آدامز از اتخاذ موضع قوی در مورد تعرفه ها اجتناب کرد، تا حدی به این دلیل که او می خواست از بیگانگی متحدان خود در جنوب و نیوانگلند جلوگیری کند.پس از به قدرت رسیدن جکسونی ها در سال 1827، آنها لایحه تعرفه ای را طراحی کردند که برای کشورهای غربی جذاب بود و در عین حال نرخ های بالایی را برای مواد وارداتی مهم برای اقتصاد نیوانگلند وضع کردند.مشخص نیست که آیا ون بیورن، که لایحه را از طریق کنگره پشتیبانی می‌کرد، قصد تصویب این لایحه را داشت، یا اینکه او عمداً آن را برای وادار کردن آدامز و متحدانش به مخالفت با آن طراحی کرده بود.صرف نظر از این، آدامز تعرفه سال 1828 را امضا کرد که توسط مخالفان به "تعرفه مکروهات" معروف شد.آدامز در جنوب محکوم شد و اعتبار کمی برای تعرفه در شمال دریافت کرد.

#### سیاست بومیان
آدامز به دنبال جذب تدریجی بومیان آمریکا از طریق توافقات بود، اولویتی که در دهه 1820 میان تعداد کمی از سفیدپوستان مشترک بود.با این حال آدامز نیز عمیقاً متعهد به گسترش ایالات متحده به سمت غرب بود.مهاجران در مرز، که دائماً به دنبال حرکت به سمت غرب بودند، برای سیاست توسعه طلبانه تر که نگرانی های بومیان آمریکا را نادیده می گرفت، فریاد می زدند.آدامز در اوایل دوره خود، پس از اطلاع از اینکه فرماندار جورجیا، جرج تروپ، این معاهده را به موسکوگی اجباری کرده است، معاهده ایندین اسپرینگز را به حالت تعلیق درآورد.آدامز در ژانویه 1826 معاهده جدیدی را با موسکوگی امضا کرد که به موسکوگی اجازه ماندن داد اما بیشتر سرزمین خود را به جورجیا واگذار کرد.تروپ از پذیرش شرایط آن امتناع کرد و به همه شهروندان جورجیا اجازه داد تا موسکوگی را بیرون کنند.از رویارویی بین جورجیا و دولت فدرال تنها پس از موافقت موسکوگی با معاهده سوم جلوگیری شد.اگرچه بسیاری تروپ را در برخوردهایش با دولت فدرال و بومیان آمریکایی غیرمنطقی می‌دانستند، اما مدیریت این حادثه توسط دولت، کسانی را در جنوب عمیق که طرفدار حذف فوری سرخپوستان بودند، بیگانه کرد.

### امور خارجه

#### تجارت و ادعا

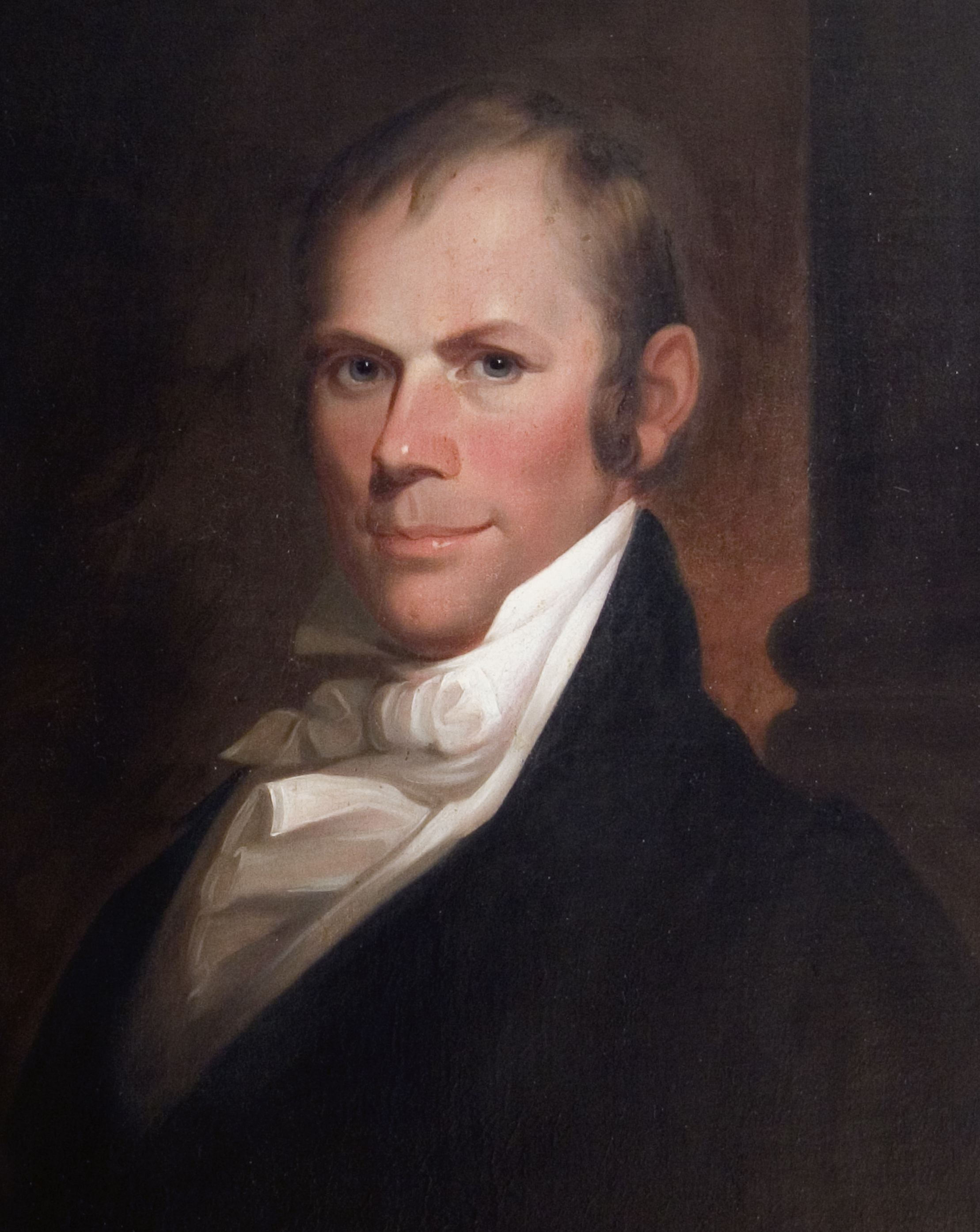
کوئینسی آدامز، هنری کلی را به عنوان وزیر امور خارجه منصوب کرد

یکی از اهداف مهم سیاست خارجی دولت آدامز، گسترش تجارت آمریکا بود.دولت او با تعدادی از کشورها از جمله دانمارک، پروس و جمهوری فدرال آمریکای مرکزی به پیمان‌های متقابل دست یافت.دولت همچنین با پادشاهی هاوایی و پادشاهی تاهیتی به توافقات تجاری دست یافت.توافقات با دانمارک و سوئد مستعمرات آنها را به روی تجارت آمریکا باز کرد، اما آدامز به ویژه بر باز کردن تجارت با هند غربی بریتانیا متمرکز بود.ایالات متحده در سال 1815 با بریتانیا به یک توافق تجاری دست یافته بود، اما این توافق دارایی بریتانیا در نیمکره غربی را مستثنی کرد.در پاسخ به فشار ایالات متحده، بریتانیا شروع به اجازه دادن مقدار محدودی از واردات آمریکا به هند غربی در سال 1823 کرده بود، اما رهبران ایالات متحده همچنان به دنبال پایان دادن به سیستم ترجیحی امپراتوری محافظتی بریتانیا بودند.در سال 1825، بریتانیا تجارت ایالات متحده با هند غربی بریتانیا را ممنوع کرد و ضربه ای به اعتبار آدامز وارد کرد.دولت آدامز مذاکرات گسترده ای با انگلیسی ها برای رفع این ممنوعیت داشت، اما دو طرف نتوانستند به توافق برسند.با وجود از دست دادن تجارت با هند غربی بریتانیا، سایر قراردادهای تجاری تضمین شده توسط آدامز به گسترش حجم کلی صادرات ایالات متحده کمک کرد.

#### آمریکای لاتین
گذشته از تلاش ناموفق برای خرید تگزاس از مکزیک، پرزیدنت آدامز به دنبال گسترش به آمریکای لاتین یا آمریکای شمالی نبود.آدامز و کلی در عوض به دنبال تعامل با آمریکای لاتین بودند تا از قرار گرفتن آن تحت نفوذ اقتصادی امپراتوری بریتانیا جلوگیری کنند.به عنوان بخشی از این هدف، دولت از فرستادن یک هیئت ایالات متحده به کنگره پاناما، کنفرانس جمهوری های جهان جدید در سال 1826 که توسط سیمون بولیوار سازماندهی شد، حمایت کرد.کلی و آدامز امیدوار بودند که کنفرانس «سیاست همسایگی خوب» را در میان کشورهای مستقل قاره آمریکا افتتاح کند.با این حال، بودجه برای یک هیئت و تایید نامزدهای هیئت درگیر یک نبرد سیاسی بر سر سیاست های داخلی آدامز شد، و مخالفانی مانند ون بیورن مانع تایید یک هیئت شدند.در حالی که ون بورن کنگره پاناما را انحراف ناخواسته‌ای از سیاست خارجی انزواطلبانه‌تر ایجاد شده توسط رئیس‌جمهور واشنگتن می‌دید، بسیاری از جنوبی‌ها با مشارکت در هر کنفرانسی که نمایندگانی از هائیتی، جمهوری‌ای که از طریق شورش بردگان تأسیس شده بود، مخالف بودند.اگرچه هیئت ایالات متحده در نهایت تاییدیه مجلس سنا را به دست آورد، اما به دلیل تاخیر سنا هرگز به کنگره پاناما نرسید.

### انتخابات ریاست جمهوری 1828

نتایج انتخابات ریاست جمهوری 1828

جکسونی ها یک دستگاه حزبی مؤثر تشکیل دادند که بسیاری از تکنیک های مبارزاتی مدرن را به کار گرفت.آنها به جای تمرکز بر مسائل، بر محبوبیت جکسون و فساد احتمالی آدامز و دولت فدرال تأکید کردند.خود جکسون این کمپین را به عنوان "مبارزه بین فضیلت مردم و حمایت اجرایی" توصیف کرد.در همین حال، آدامز از انطباق با واقعیت جدید مبارزات سیاسی امتناع ورزید و از کارکردهای عمومی اجتناب کرد و از سرمایه گذاری در ابزارهای حامی دولت مانند روزنامه ها خودداری کرد.در اوایل سال 1827، جکسون به طور علنی متهم شد که همسرش ریچل را تشویق کرده است که همسر اولش را ترک کند.در پاسخ، پیروان جکسون به زندگی شخصی آدامز حمله کردند و کمپین به طور فزاینده ای بدتر شد.مطبوعات جکسونی، آدامز را به عنوان یک نخبه گرا معرفی کردند، در حالی که روزنامه های طرفدار آدامز به درگیری گذشته جکسون در دوئل ها و درگیری های مختلف حمله کردند و او را برای ریاست جمهوری بیش از حد احساساتی و تندرو نشان دادند.اگرچه آدامز و کلی امیدوار بودند که این کمپین بر سیستم آمریکایی متمرکز شود، در عوض تحت سلطه شخصیت های جکسون و آدامز بود.
معاون رئیس جمهور کلهون به بلیط جکسون پیوست، در حالی که آدامز به عنوان معاون خود به ریچارد راش وزیر خزانه داری روی آورد.بنابراین، انتخابات 1828 اولین بار در تاریخ ایالات متحده بود که یک بلیط ریاست جمهوری متشکل از دو شمالی با یک بلیط ریاست جمهوری متشکل از دو جنوبی روبرو شد.در انتخابات، جکسون 178 رای از 261 رأی انتخاباتی و کمی کمتر از 56 درصد از آرای عمومی را به دست آورد.جکسون 50.3 درصد از آرای عمومی را در ایالت های آزاد به دست آورد، اما 72.6 درصد از آرا در ایالت های برده را به دست آورد.هیچ نامزد ریاست جمهوری آینده تا زمان مبارزات انتخاباتی تئودور روزولت در سال 1904 با نسبت آرای مردمی جکسون برابری نمی کرد، در حالی که از دست دادن آدامز او را به دومین رئیس جمهور یک دوره ای بعد از پدرش تبدیل کرد.تا سال 1828، تنها دو ایالت رأی مردمی برای ریاست جمهوری نداشتند و تعداد آرا در انتخابات 1828 سه برابر انتخابات 1824 بود.این افزایش آرا نه تنها به دلیل موج اخیر دموکراتیزه کردن، بلکه به دلیل افزایش علاقه به انتخابات و توانایی فزاینده احزاب برای بسیج رأی دهندگان بود.آدامز در مراسم تحلیف جکسون شرکت نکرد، و او را به یکی از چهار رئیس جمهور تبدیل کرد که دوره خود را به پایان رساندند اما از این رویداد صرفنظر کردند.

## شغل بعدی کنگره (1830-1848)

### دولت جکسون، 1830-1836

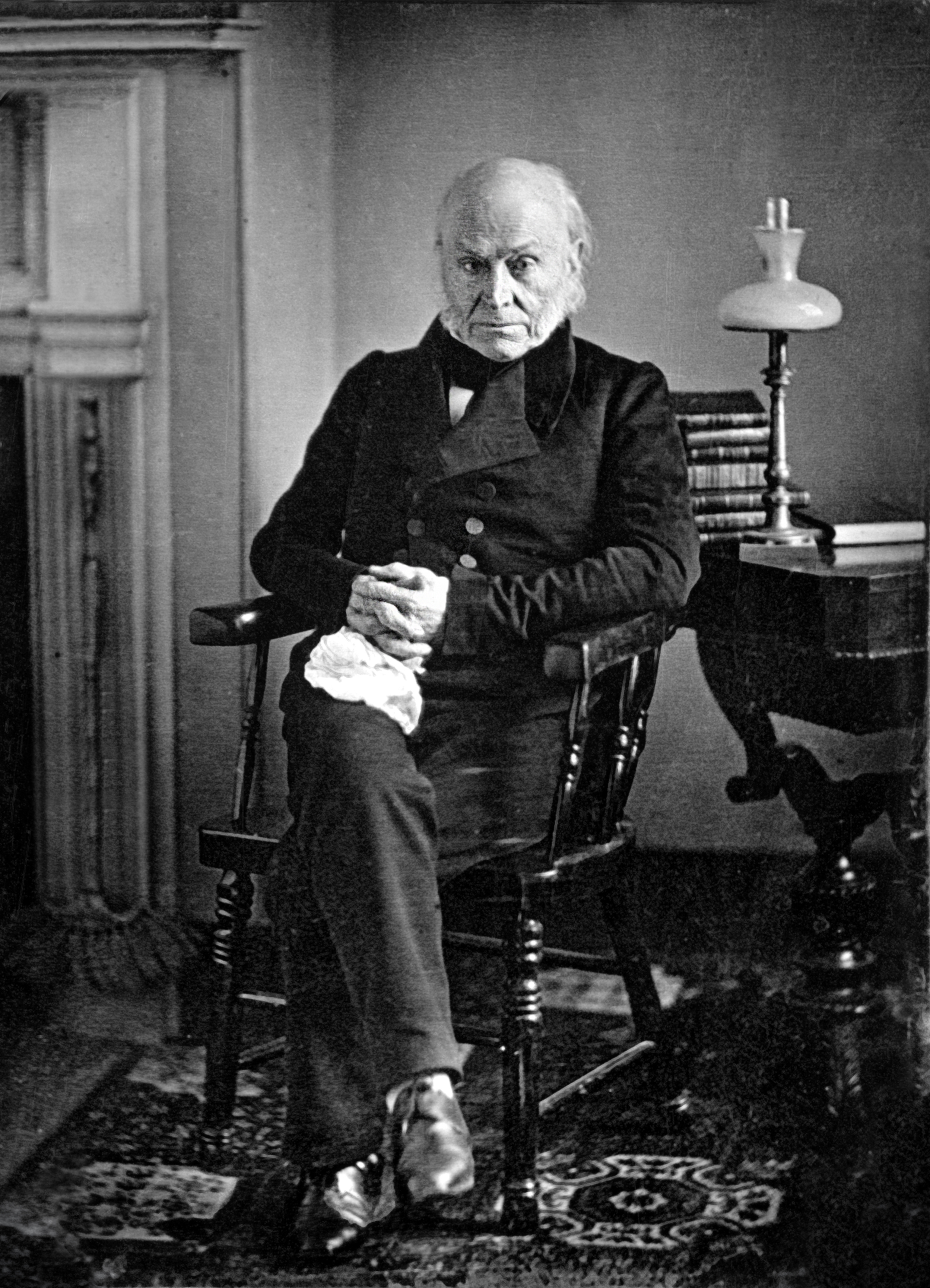
عکس کوئینسی آدامز اثر فیلیپ هاس، 1843

آدامز پس از شکست خود در سال 1828، به فکر بازنشستگی دائمی از زندگی عمومی بود و از خودکشی پسرش، جرج واشنگتن آدامز، در سال 1829 به شدت آسیب دید.او از بسیاری از اقدامات دولت جکسون، از جمله پذیرش سیستم غنایم و پیگرد قانونی دوست نزدیکش، حسابرس خزانه داری، توبیاس واتکینز، به دلیل اختلاس، وحشت زده شد.اگرچه آنها زمانی رابطه صمیمانه ای داشتند، آدامز و جکسون هر کدام در دهه های پس از انتخابات 1828 از یکدیگر متنفر شدند.آدامز از بازنشستگی خود خسته شد و هنوز احساس می‌کرد که حرفه‌اش ناتمام است، بنابراین نامزد شد و در انتخابات 1830 کرسی مجلس نمایندگان ایالات متحده را به دست آورد.انتخاب او برخلاف عقیده عمومی بود که همسرش و کوچکترین پسرش هم آن را داشتند، مبنی بر اینکه روسای جمهور سابق نباید برای مناصب دولتی نامزد شوند.با این وجود، او در انتخابات نه دوره پیروز شد و از سال 1831 تا زمان مرگش در سال 1848 خدمت کرد.آدامز و اندرو جانسون تنها روسای جمهور سابق هستند که در کنگره خدمت کرده اند.پس از پیروزی در انتخابات، آدامز به حزب ضد ماسونی وابسته شد، تا حدی به این دلیل که رهبری حزب جمهوری خواه ملی در ماساچوست شامل بسیاری از فدرالیست های سابقی بود که آدامز در اوایل کار خود با آنها درگیر شده بود.حزب ضد ماسونی به عنوان جنبشی علیه فراماسونری شکل گرفت، اما به اولین حزب سوم کشور تبدیل شد و برنامه کلی ضد نخبه گرایی را پذیرفت.
وقتی آدامز در 64 سالگی به واشنگتن بازگشت، انتظار داشت حجم کاری کمی داشته باشد، اما اندرو استیونسون، سخنران، آدامز را رئیس کمیته بازرگانی و تولیدات انتخاب کرد.اگرچه او به عنوان یکی از اعضای حزب ضد ماسونی شناخته شد، کنگره به طور گسترده به متحدان جکسون و مخالفان جکسون تقسیم شد و آدامز به طور کلی با اردوگاه دوم همسو بود.استیونسون، یکی از متحدان جکسون، انتظار داشت که ریاست کمیته آدامز را مشغول دفاع از تعرفه کند، حتی در حالی که اکثریت جکسونی در کمیته مانع از به دست آوردن قدرت واقعی آدامز شود.به عنوان رئیس کمیته ای که مسئولیت نوشتن قوانین تعرفه را بر عهده داشت، آدامز به بازیگر مهمی در بحران بی اعتباری تبدیل شد، که عمدتاً ناشی از اعتراض جنوب به نرخ های بالای تحمیل شده توسط تعرفه 1828 بود. رهبران کارولینای جنوبی استدلال کردند که ایالت ها می توانند قوانین فدرال را باطل کنند، و آنها اعلام کردند که دولت فدرال را از اجرای تعرفه در ایالت خود منع خواهند کرد.آدامز به تصویب تعرفه 1832 کمک کرد، که نرخ ها را کاهش داد، اما به اندازه کافی برای تسکین خنثی کننده های کارولینای جنوبی نبود.بحران زمانی پایان یافت که کلی و کلهون با لایحه تعرفه دیگری به نام تعرفه 1833 موافقت کردند که باعث کاهش نرخ تعرفه شد.آدامز از نتیجه بحران باطل وحشت زده شد، زیرا او احساس می کرد که ایالت های جنوبی به طور ناعادلانه از به چالش کشیدن قوانین فدرال سود برده اند.پس از بحران، آدامز متقاعد شد که جنوبی‌ها از طریق کنترل حزب دموکرات جکسون، نفوذ نامناسبی بر دولت فدرال اعمال می‌کنند.
در انتخابات فرمانداری ماساچوست در سال 1833، حزب ضد ماسونی آدامز را در رقابتی چهارجانبه بین آدامز، نامزد ملی جمهوری خواهان، نامزد دموکرات ها و نامزد حزب کارگران، نامزد کرد.نامزد ملی جمهوری خواه، جان دیویس، 40 درصد آرا را به دست آورد، در حالی که آدامز با 29 درصد در جایگاه دوم قرار گرفت.از آنجایی که هیچ نامزدی اکثریت آرا را به دست نیاورد، مجلس مقننه ایالت تصمیم به انتخابات گرفت.آدامز به جای انتخاب شدن توسط قوه مقننه، نام خود را از رقابت کنار کشید و قانونگذار دیویس را انتخاب کرد.آدامز تقریباً در سال 1835 توسط ائتلافی از ضد ماسون ها و جمهوری خواهان ملی به سنا انتخاب شد، اما حمایت او از جکسون در یک موضوع جزئی سیاست خارجی، رهبران ملی جمهوری خواه را به قدری آزار داد که آنها حمایت خود را از نامزدی او کنار گذاشتند.پس از سال 1835، آدامز دیگر هرگز به دنبال مناصب بالاتر نبود و در عوض بر خدمات خود در مجلس نمایندگان تمرکز کرد.

### دولت های ون بیورن، هریسون و تایلر، 1837-1843

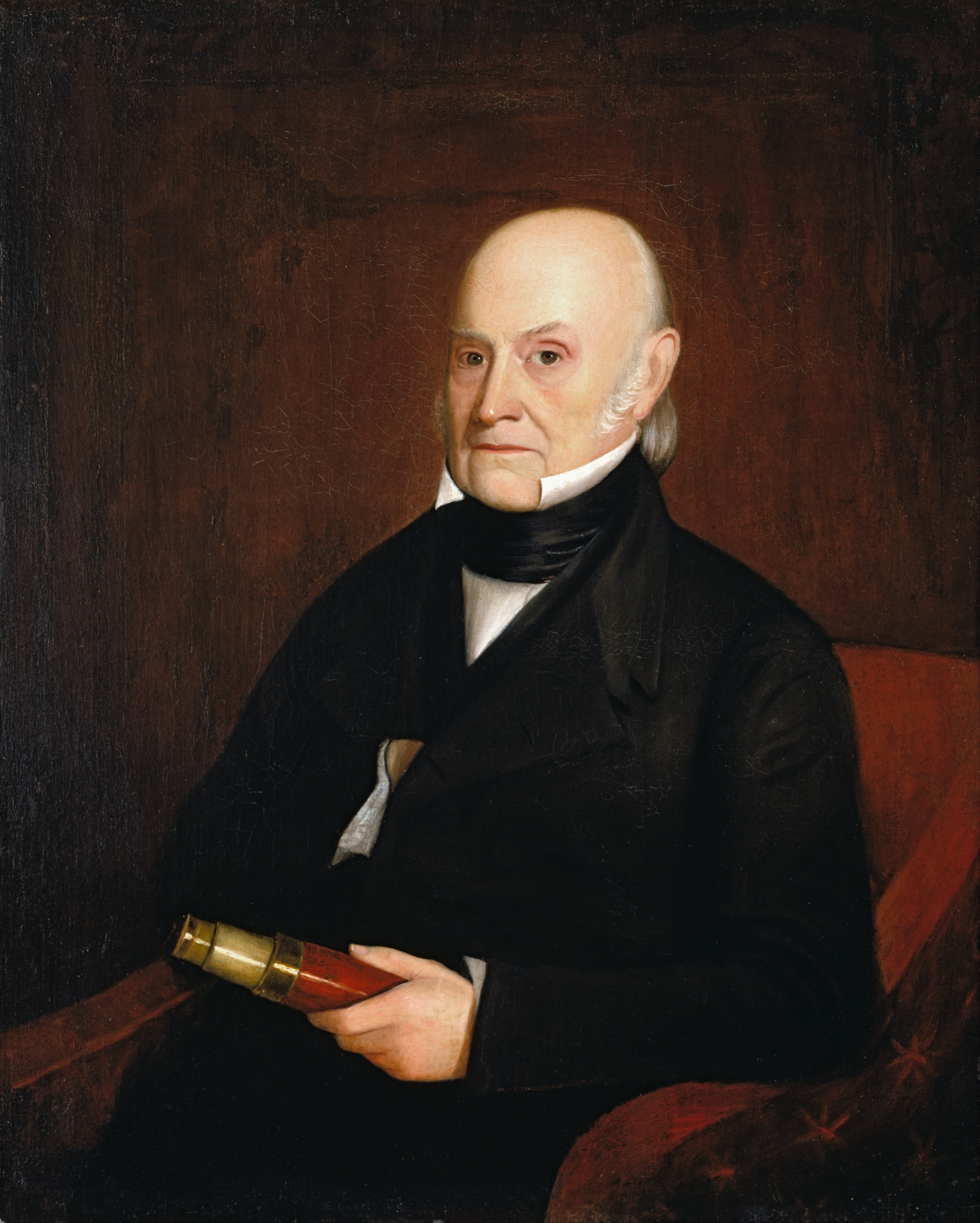
پرتره کوئینسی آدامز اثر ویلیام هادسون، 1844

در اواسط دهه 1830، حزب ضد ماسونی، جمهوری خواهان ملی و سایر گروه های مخالف جکسون در حزب ویگ متحد شدند.در انتخابات ریاست جمهوری 1836، دموکرات ها مارتین ون بیورن را مطرح کردند، در حالی که ویگ ها چندین نامزد ریاست جمهوری را معرفی کردند.از آنجایی که آدامز از همه رقبای اصلی حزب برای ریاست جمهوری بیزار بود، در مبارزات انتخاباتی شرکت نکرد.ون بورن در انتخابات پیروز شد.با این وجود، آدامز با حزب ویگ در کنگره متحد شد.آدامز به طور کلی با ابتکارات پرزیدنت ون بیورن، که مدت ها یک دشمن سیاسی بود، مخالف بود، اگرچه آنها روابط عمومی صمیمانه ای داشتند.
جمهوری تگزاس استقلال خود را از مکزیک در انقلاب تگزاس 1835-1836 به دست آورد.تگزاس عمدتاً توسط آمریکایی‌هایی از جنوب ایالات متحده مستقر شده بود، و بسیاری از این مهاجران با وجود قانون مکزیک در سال 1829 که برده‌داری را لغو می‌کرد، صاحب برده بودند.بنابراین بسیاری در ایالات متحده و تگزاس از پذیرش تگزاس در اتحادیه به عنوان یک ایالت برده حمایت کردند.آدامز مسئله تگزاس را "مسئله ای از ریشه های عمیق تر و تحت الشعاع شاخه های بیش از هر یا همه شاخه های دیگری که کشور را به آشوب می کشاند" می دانست و او به عنوان یکی از مخالفان اصلی کنگره برای الحاق ظاهر شد.وقتی آدامز به عنوان وزیر امور خارجه خدمت می کرد، به دنبال تصاحب تگزاس بود، اما او استدلال می کرد که چون مکزیک برده داری را لغو کرده است، تصاحب تگزاس این منطقه را از یک قلمرو آزاد به یک ایالت برده تبدیل می کند.او همچنین می‌ترسید که الحاق تگزاس توسعه‌طلبان جنوبی را تشویق کند تا دیگر کشورهای برده‌دار بالقوه از جمله کوبا را دنبال کنند.موضع قاطع آدامز ممکن است نقشی در منصرف کردن ون بیورن از اصرار برای الحاق تگزاس در دوران ریاست جمهوری خود داشته باشد.
نامزد ویگ ویلیام هنری هریسون در انتخابات ریاست جمهوری 1840 ون بیورن را شکست داد و ویگ ها برای اولین بار کنترل هر دو مجلس کنگره را به دست آوردند.آدامز علیرغم توجه کم او به هریسون به عنوان یک شخص، مشتاق دولت جدید ویگ و پایان سلطه دیرینه دموکرات ها بر دولت فدرال بود.با این حال، هریسون در آوریل 1841 درگذشت و جان تایلر معاون رئیس جمهور جانشین او شد، یک جنوبی که برخلاف آدامز، هنری کلی، و بسیاری دیگر از ویگ های برجسته، سیستم آمریکایی را پذیرفت.آدامز تایلر را عامل «مکتب برده‌داری، ویرجینیا، مکتب جفرسونی، اصول‌گرا علیه همه پیشرفت‌ها» می‌دید.پس از اینکه تایلر لایحه احیای بانک ملی را وتو کرد، نمایندگان کنگره ویگ تایلر را از حزب اخراج کردند.آدامز به عنوان رئیس کمیته ویژه ای منصوب شد که استیضاح تایلر را بررسی می کرد، و آدامز گزارشی تند از تایلر ارائه کرد که استدلال می کرد اقدامات او مستلزم استیضاح است.با این حال، روند استیضاح به جلو پیش نرفت، زیرا ویگ ها اعتقاد نداشتند که سنا به برکناری تایلر از سمت خود رأی خواهد داد.

### مخالفت با جنگ مکزیک و آمریکا، 1844-1848

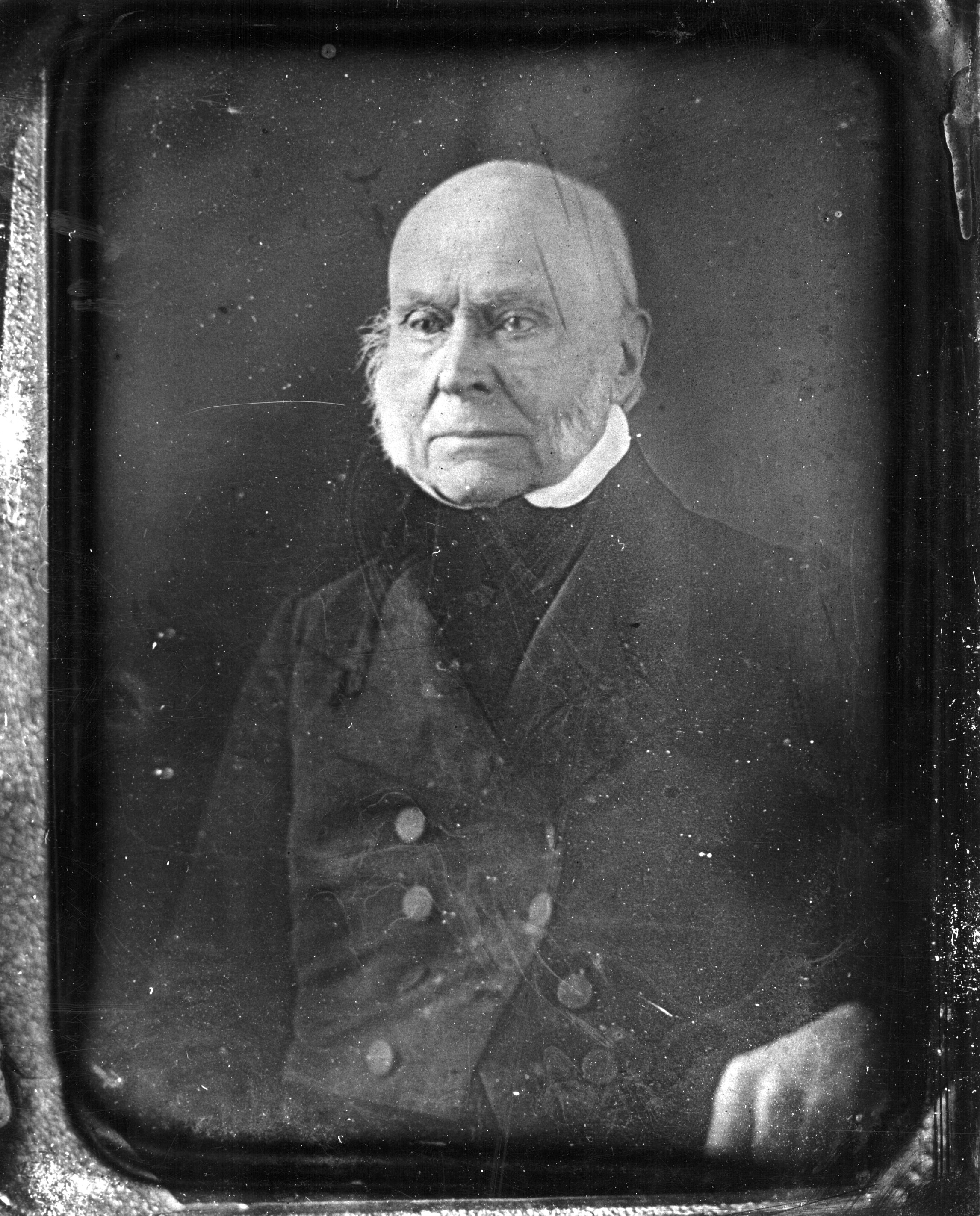
جان کوئینسی آدامز،دهه 1840، عکاس ناشناس

تایلر الحاق تگزاس را اولویت اصلی سیاست خارجی مراحل بعدی دولت خود قرار داد.او تلاش کرد تا در سال 1844 یک معاهده الحاق را به تصویب برساند، اما در کمال تعجب و تسکین آدامز، سنا این معاهده را رد کرد.الحاق تگزاس به موضوع اصلی انتخابات ریاست‌جمهوری 1844 تبدیل شد و جنوبی‌ها نامزدی ون بیورن را در کنوانسیون ملی دموکرات‌ها در سال 1844 به دلیل مخالفت ون بیورن با الحاق مسدود کردند.حزب در عوض جیمز ناکس پولک، یکی از شاگردان اندرو جکسون را نامزد کرد.اگرچه آدامز بار دیگر در مبارزات انتخاباتی شرکت نکرد، اما از اینکه پولک متحد قدیمی خود، هنری کلی، را در انتخابات 1844 شکست داد، عمیقاً ناامید شد.او نتیجه انتخابات را تا حدی به حزب آزادی نسبت داد، حزب سوم کوچک و لغوی که ممکن است آراء را از کلی در ایالت حیاتی نیویورک گرفته باشد.پس از انتخابات، تایلر، که دوره او در مارس 1845 به پایان می رسید، یک بار دیگر یک معاهده الحاق را به کنگره ارائه کرد. آدامز به شدت به این معاهده حمله کرد و استدلال کرد که الحاق تگزاس ایالات متحده را درگیر "جنگی برای برده داری" می کند.با وجود مخالفت آدامز، هر دو مجلس کنگره این معاهده را تصویب کردند، اکثر دموکرات ها به الحاق و اکثر ویگ ها علیه آن رای دادند.بنابراین تگزاس به عنوان یک ایالت برده در سال 1845 به ایالات متحده ملحق شد.
آدامز با جیمز کی پولک در مجلس نمایندگان خدمت کرده بود، و آدامز از رئیس جمهور جدید متنفر بود و او را به عنوان یک دموکرات جنوبی دیگر توسعه طلب و طرفدار برده داری می دید.آدامز از الحاق کل کشور اورگان، یک منطقه مورد مناقشه که توسط ایالات متحده و بریتانیا اشغال شده بود، حمایت کرد و زمانی که رئیس جمهور پولک معاهده اورگان را امضا کرد، که زمین را بین دو مدعی در مدار 49 تقسیم کرد، ناامید شد.اهداف توسعه طلبانه پولک به جای آن بر استان مکزیک آلتا کالیفرنیا متمرکز شد و او تلاش کرد این استان را از مکزیک خریداری کند.دولت مکزیک از فروش کالیفرنیا یا به رسمیت شناختن استقلال و متعاقب آن الحاق تگزاس به آمریکا خودداری کرد.پولک یک گروه نظامی به رهبری ژنرال زکری تیلور را مستقر کرد تا از ادعای او حمایت کند که ریو گرانده مرز جنوبی تگزاس و ایالات متحده را تشکیل می دهد.پس از درگیری نیروهای تیلور با سربازان مکزیکی در شمال ریو گرانده، پولک در اوایل سال 1846 درخواست اعلام جنگ کرد و ادعا کرد که مکزیک به خاک آمریکا حمله کرده است.اگرچه برخی از ویگ ها تردید داشتند که آیا مکزیک یک جنگ تهاجمی را آغاز کرده است، هر دو مجلس کنگره اعلام جنگ کردند و مجلس نمایندگان با 174 رأی موافق در برابر 14 رأی موافق اعلامیه را تصویب کرد.یکی از 14 رأی مخالف، آدامز بود، که معتقد بود پولک به دنبال انجام یک حمله برای گسترش برده داری است.پس از شروع جنگ، او از شرط ویلموت حمایت کرد، یک پیشنهاد قانونی ناموفق که بردگی را در هر سرزمینی که مکزیک واگذار می کرد ممنوع می کرد.پس از سال 1846، بیماری به طور فزاینده ای آدامز را تحت تاثیر قرار داد، اما او تا زمان مرگش در سال 1848 به مخالفت با جنگ مکزیک و آمریکا ادامه داد.

### جنبش ضد برده داری

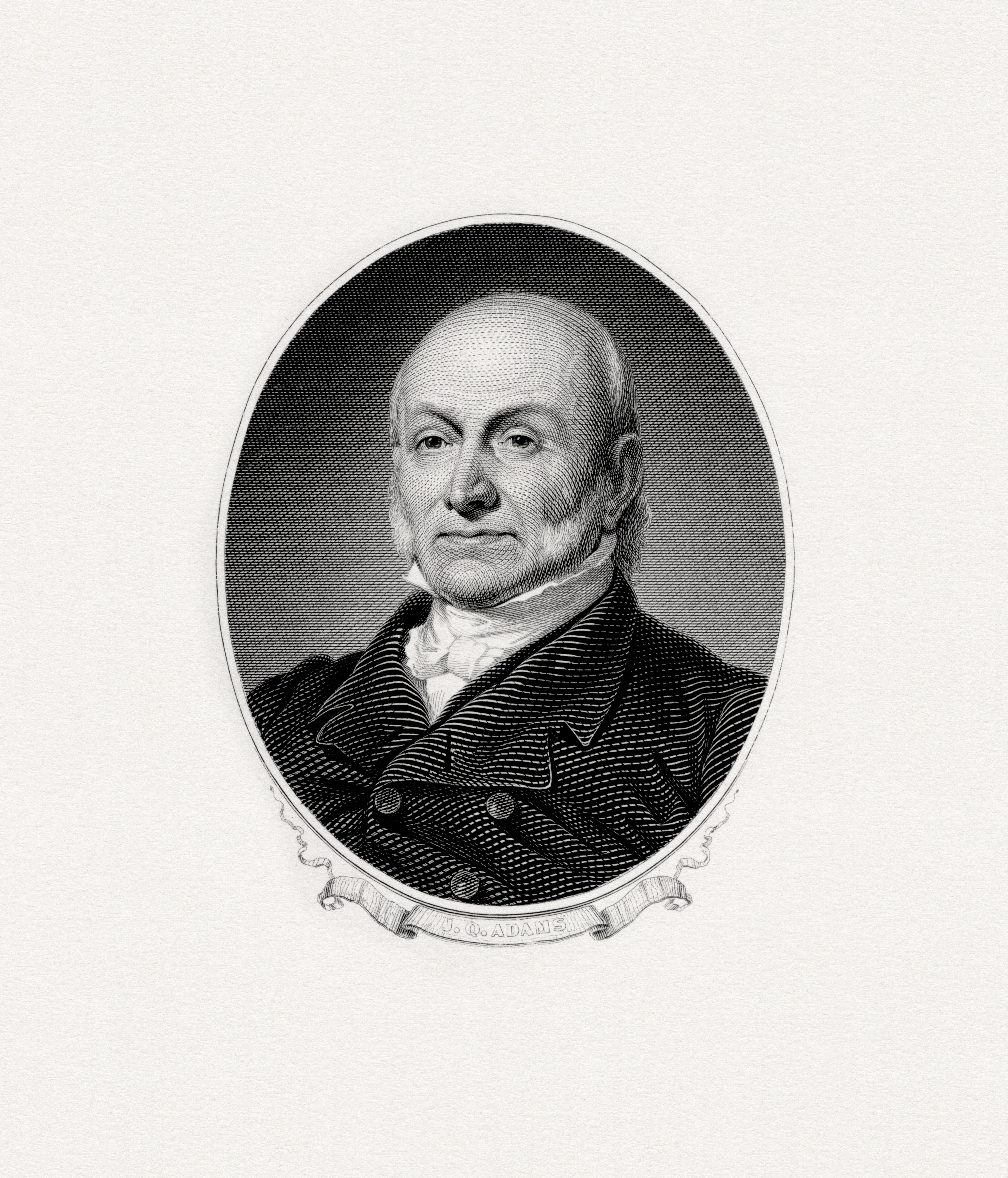
BEP پرتره آدامز به عنوان رئیس جمهور حک شده است

در دهه 1830، برده داری به عنوان یک موضوع قطبی فزاینده در ایالات متحده ظاهر شد.آدامز که از مخالفان دیرینه برده داری بود، از نقش جدید خود در کنگره برای مبارزه با آن استفاده کرد و او به برجسته ترین رهبر ملی مخالف برده داری تبدیل شد.پس از یکی از پیروزی‌هایش در انتخابات مجدد، او گفت که باید «روزی را که پیشگویی شده بود، بیاورد که بردگی و جنگ از روی زمین حذف شود».او در سال 1820 در مجله خصوصی خود نوشت:
بحث در مورد این سوال میزوری به راز روح آنها خیانت کرده است.به طور انتزاعی آنها اعتراف می کنند که برده داری یک شر است، آن را رد می کنند و همه آن را بر دوش بریتانیای کبیر می اندازند.اما هنگامی که سریعاً آن را بررسی می کنند، در ته روح خود غرور را در شرایط تسلط خود نشان می دهند.آنها به سادگی آداب یک یانکی نگاه می کنند، زیرا او مانند آنها عادات زورگویی ندارد و نمی تواند با سیاهپوستان مانند سگ رفتار کند.از جمله مفاسد برده داری است که منابع اصول اخلاقی را آلوده می کند.تخمین‌های نادرستی از فضیلت و رذیلت ایجاد می‌کند: زیرا چه چیزی می‌تواند نادرست‌تر و بی‌قلب‌تر از این دکترین باشد که اولین و مقدس‌ترین حقوق بشر را به رنگ پوست وابسته می‌کند؟
در سال 1836، تا حدی در پاسخ به ارائه مداوم درخواست‌های شهروندان آدامز مبنی بر درخواست لغو برده‌داری در ناحیه کلمبیا، مجلس نمایندگان ایالات متحده یک قانون گاف را وضع کرد که بلافاصله هرگونه درخواستی در مورد برده‌داری ارائه می‌کرد.دموکرات‌ها و ویگ‌های جنوبی از این قانون حمایت کردند، اما ویگ‌های شمالی، مانند آدامز، با آن مخالفت کردند.در اواخر سال 1836، آدامز کارزاری را برای تمسخر مالکان برده و قانون گَگ آغاز کرد.او مکرراً تلاش می‌کرد تا طومارهای ضد برده‌داری ارائه دهد، اغلب به روش‌هایی که واکنش‌های شدید نمایندگان جنوب را برانگیخت.اگرچه قاعده گاف پابرجا بود، بحثی که با اعمال او و تلاش های دیگران برای ساکت کردن او شعله ور شد، سوالاتی را در مورد حق دادخواست، حق بحث قانونگذاری و اخلاق برده داری مطرح کرد.آدامز به مدت هفت سال دیگر به طور فعال علیه قانون گگ مبارزه کرد، و در نهایت قطعنامه ای را که منجر به لغو آن در سال 1844 شد، تغییر داد.
در سال 1841، به درخواست لوئیس تاپان و الیس گری لورینگ، آدامز به پرونده ایالات متحده علیه آمیستاد پیوست.آدامز به نمایندگی از بردگان آفریقایی که قیام کرده بودند و کشتی اسپانیایی آمیستاد را تصرف کرده بودند به دیوان عالی رفت.آدامز در 24 فوریه 1841 ظاهر شد و چهار ساعت صحبت کرد.استدلال او موفق شد: دادگاه حکم به آزادی آفریقایی ها داد و آنها به خانه های خود بازگشتند.

### مؤسسه اسمیتسونین

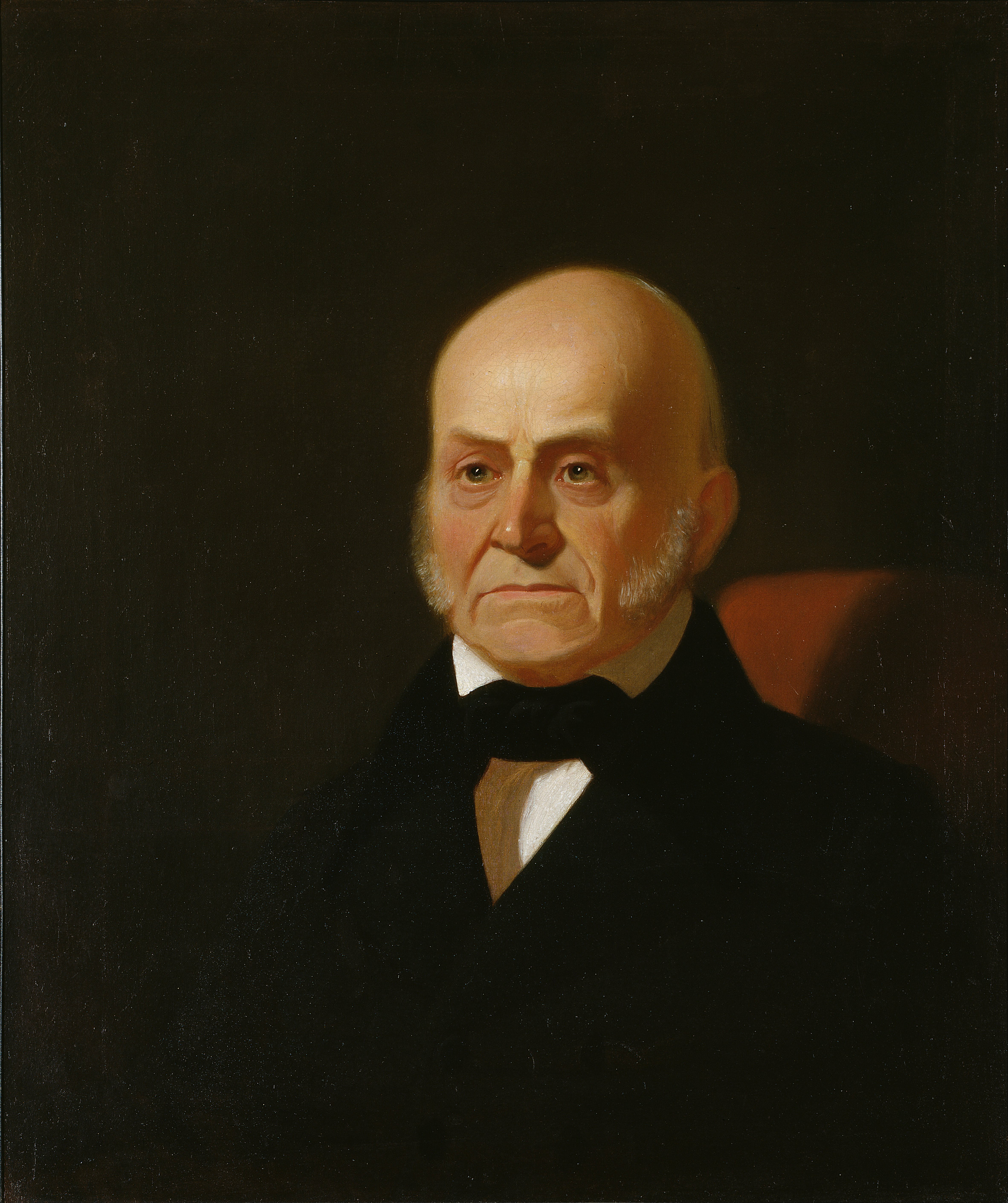
پرتره آدامز در نگارخانه ملی پرتره ایالات متحده توسط جرج بینگهام نسخه 1850 نسخه اصلی 1844

آدامز همچنین به یک نیروی پیشرو برای ترویج علم تبدیل شد.در سال 1829 دانشمند بریتانیایی جیمز اسمیتسون درگذشت و ثروت خود را برای "افزایش و انتشار دانش" گذاشت.در وصیت نامه اسمیتسون، او اظهار داشت که اگر برادرزاده‌اش، هنری جیمز هانگرفورد، بدون وارث بمیرد، املاک اسمیتسون به دولت ایالات متحده می‌رود تا «تأسیس افزایش و انتشار دانش در بین مردان» ایجاد کند.پس از مرگ برادرزاده بدون وارث در سال 1835، رئیس جمهور اندرو جکسون کنگره را از این وصیت آگاه کرد که مبلغ آن حدود 500,000 دلار آمریکا (18 میلیون دلار آمریکا در سال 2024 پس از تورم) بود.آدامز متوجه شد که این ممکن است به ایالات متحده اجازه دهد تا رویای خود را برای ایجاد یک نهاد ملی علم و یادگیری محقق کند.بنابراین آدامز به حامی اصلی کنگره از موسسه آینده اسمیتسونین تبدیل شد.
این پول در اوراق قرضه دولتی متزلزل سرمایه گذاری شد که به سرعت نکول کردند.پس از بحث های داغ در کنگره، آدامز با موفقیت استدلال کرد که وجوه از دست رفته را با بهره بازگرداند.اگرچه کنگره می خواست از این پول برای مقاصد دیگر استفاده کند، آدامز با موفقیت کنگره را متقاعد کرد که پول را برای یک موسسه علم و یادگیری حفظ کند.کنگره همچنین در مورد اینکه آیا دولت فدرال صلاحیت پذیرش این هدیه را دارد یا خیر، بحث کرد، اگرچه با رهبری آدامز، کنگره میراثی را که به ملت واگذار شده بود پذیرفت و در 1 ژوئیه 1836 ایمان ایالات متحده را به صندوق خیریه متعهد کرد.تا حدی به دلیل تلاش های آدامز، کنگره در سال 1846 به تاسیس مؤسسه اسمیتسونین رای داد. هیئتی غیرسیاسی از نایب السلطنه ها برای رهبری این موسسه تاسیس شد که شامل موزه، گالری هنری، کتابخانه و آزمایشگاه بود.

### مرگ

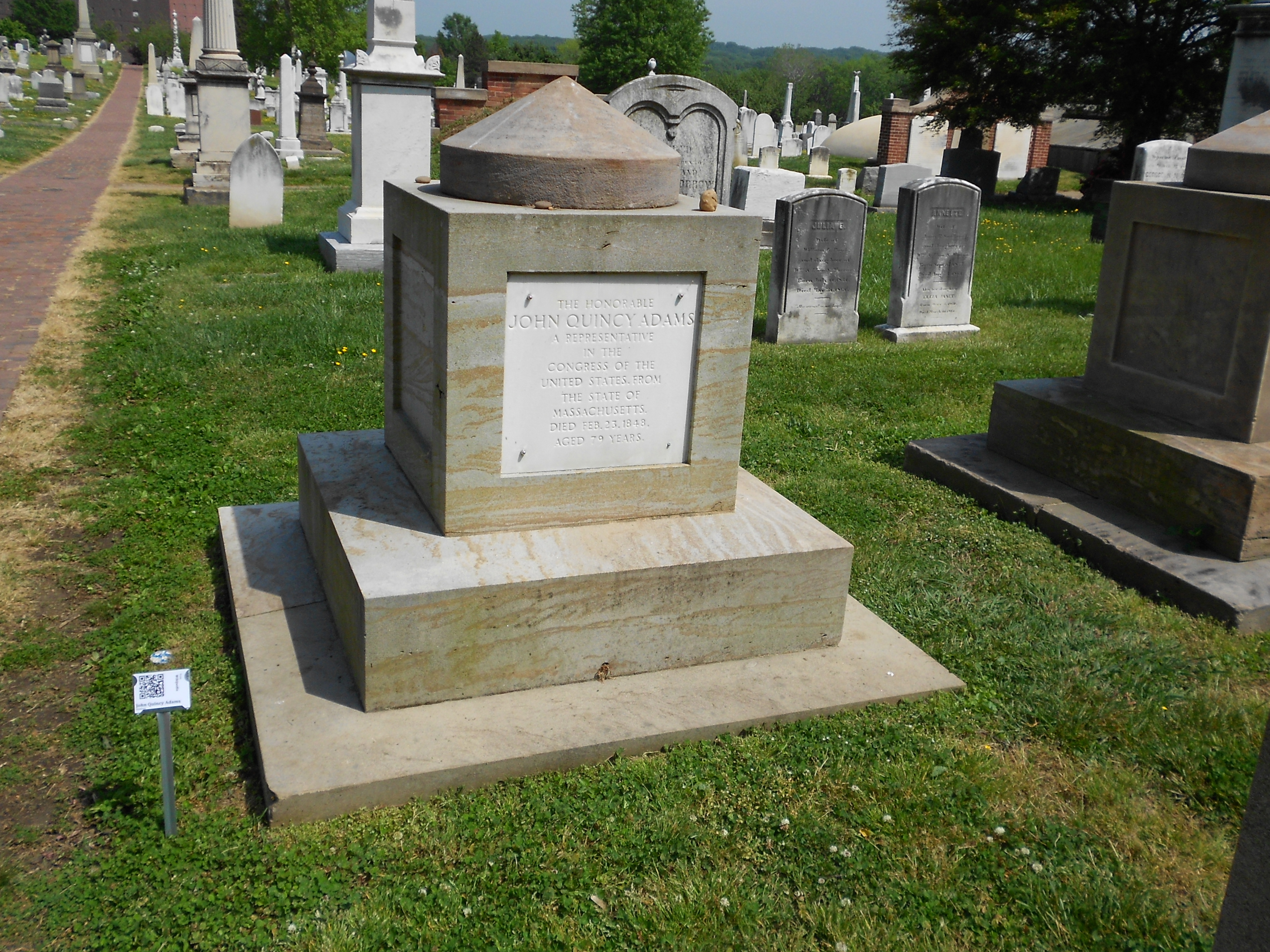
گور نمادین آدامز در قبرستان کنگره

در سال 1846، رئیس جمهور سابق 78 ساله دچار سکته مغزی شد که او را تا حدی فلج کرد.پس از چند ماه استراحت، بهبودی کامل پیدا کرد و وظایف خود را در کنگره از سر گرفت.هنگامی که آدامز در 13 فوریه 1847 وارد اتاق مجلس شد، همه "ایستادند و دست زدند".

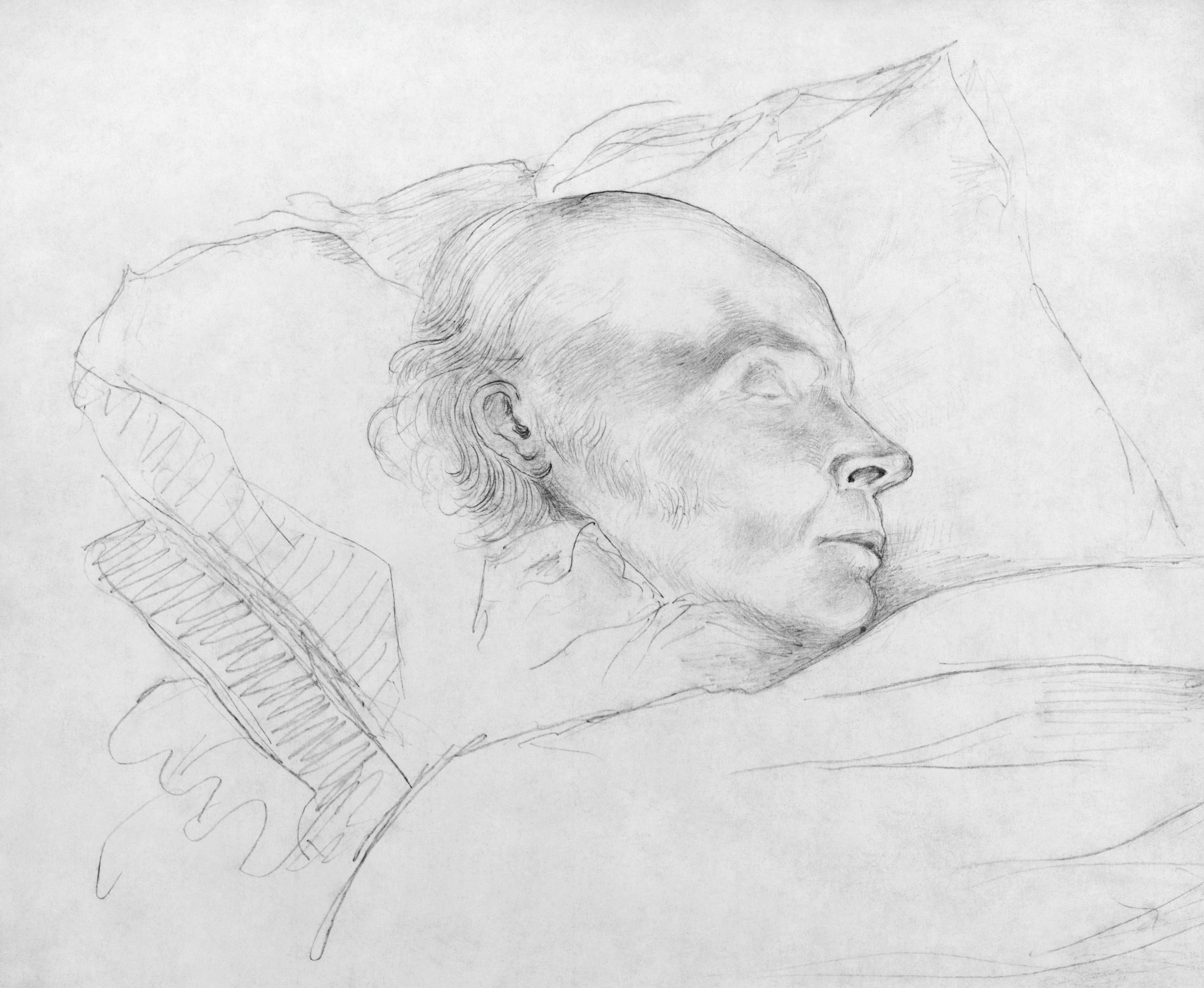
جان کوئینسی آدامز در آخرین ساعات زندگی‌اش پس از سقوط در کاپیتول. طراحی با مداد توسط آرتور جوزف استنسبری، بازسازی دیجیتالی.

در 21 فوریه 1848، مجلس نمایندگان در حال بررسی موضوع تجلیل از افسران ارتش ایالات متحده بود که در جنگ مکزیک و آمریکا خدمت کردند.آدامز یکی از منتقدان سرسخت جنگ بود و در حالی که نمایندگان کنگره برخاستند و گفتند: "آره!"به نفع این اقدام، در عوض فریاد زد: «نه!» او برای پاسخ به سؤالی که رابرت سی. وینتروپ، رئیس مجلس نمایندگان آمریکا مطرح کرده بود، برخاست.بلافاصله پس از آن، آدامز دچار خونریزی درون‌جمجمه‌ای شدید شد.دو روز بعد، در 23 فوریه، او در ساعت 7:20 بعد از ظهر درگذشت.تنها فرزند زنده او، چارلز فرانسیس، به موقع نرسید تا پدرش را زنده ببیند.آخرین سخن او این بود: «این آخرین زمین است. من راضی هستم».در میان کسانی که برای مرگ او حضور داشتند، آبراهام لینکلن، رئیس جمهور آینده، که در آن زمان نماینده سال اولی از ایلینوی بود، حضور داشت.
تشییع اولیه او موقتی بود، در طاق عمومی در گورستان کنگره در واشنگتن دی سی. بعداً، او در محل دفن خانوادگی در کوینزی، ماساچوست، روبروی کلیسای متحد اول پریش (یونیتار) به نام گورستان هنکوک به خاک سپرده شد.پس از مرگ لوئیزا در سال 1852، پسرش والدینش را دوباره در دخمه بزرگ خانواده در کلیسای یونایتد اول پریش روبروی خیابان، در کنار جان و ابیگیل، دفن کرد.هر دو مقبره برای عموم قابل مشاهده است.مقبره اصلی آدامز در گورستان هنکوک هنوز وجود دارد و به سادگی "J.Q. Adams" مشخص شده است.

## نگارخانه

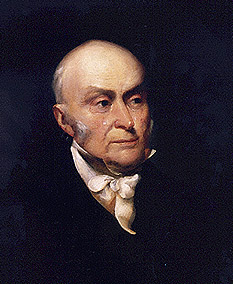
جان کوئینسی آدامز، ششمین رئیس جمهوری آمریکا
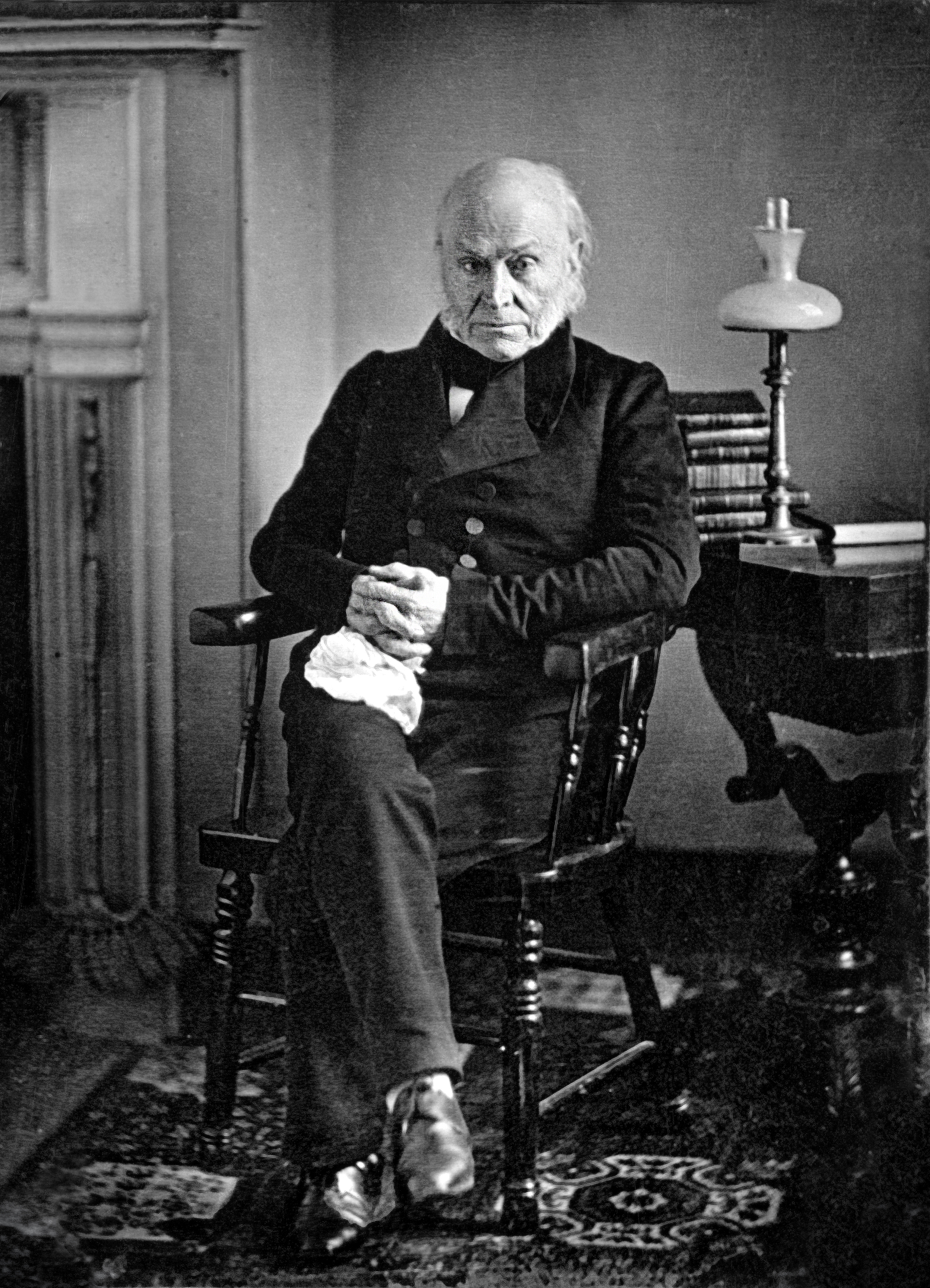
جان کوئینسی آدامز در سال ۱۸۴۳، این تصویر نخستین عکس از یک رئیس جمهور آمریکا است.

## زیرنویس
1. ↑  «جان کوئینسی آدامز». voanews.com. بایگانی‌شده از اصلی در ۱۱ مه ۲۰۱۲. دریافت‌شده در ۳ مه ۲۰۱۲.